# Estonia nella seconda guerra mondiale
Pur restando complesso da analizzare, il ruolo dell'Estonia durante la seconda guerra mondiale si può suddividere in varie fasi dipanatesi nel corso del conflitto. Prima dello scoppio della guerra, la Germania e l'Unione Sovietica firmarono il patto Molotov-Ribbentrop, ai sensi del quale, in virtù di un protocollo aggiuntivo segreto sottoscritto nell'agosto del 1939, le due potenze si accordarono per una spartizione di diversi Stati sovrani dell'Europa orientale, inclusa l'Estonia, che sarebbe ricaduta in capo a Mosca.
La Repubblica d'Estonia proclamò la sua neutralità allo scoppio delle ostilità, ma ciò non bastò a evitare l'occupazione sovietica dei Paesi baltici del 1940. A tale evento fecero seguito degli arresti politici di massa, delle deportazioni e varie esecuzioni. Quando i tedeschi dichiararono guerra a Mosca e avviarono l'operazione Barbarossa nel 1941, i filo-indipendentisti fratelli della foresta sottrassero l'Estonia meridionale al controllo dell'NKVD e dell'8ª Armata prima dell'arrivo della 18ª Armata tedesca. Sul fronte opposto, le istrebiteli, ovvero delle unità paramilitari sovietiche, effettuarono diverse spedizioni punitive, compresi saccheggi e uccisioni, eseguendo la tattica della terra bruciata ordinata da Iosif Stalin. L'Estonia venne dunque occupata dalla Germania e, subito dopo, accorpata al Reichskommissariat Ostland.
Nel 1941, gli estoni arruolati confluirono nell'8º Corpo di fucilieri estoni e, da allora fino al 1944, molti abitanti si unirono alla Wehrmacht, mentre alcuni tra coloro che riuscirono a sfuggire alle mobilitazioni si recarono in Finlandia e diedero vita al 200º Reggimento fanteria finlandese. Circa il 40% della flotta estone prebellica venne requisita dalle autorità britanniche e impiegata nei convogli atlantici; quasi 1 000 marinai estoni prestarono servizio nella marina mercantile britannica, di cui 200 in qualità di ufficiali. Un piccolo numero di estoni prestò invece servizio nella Royal Air Force, nell'esercito britannico e nell'esercito degli Stati Uniti.
Da febbraio a settembre 1944, il distaccamento dell'esercito tedesco "Narwa" ritardò il piano di riconquista sovietico dell'Estonia. Dopo aver scardinato la difesa del II Corpo d'armata attraverso il fiume Emajõgi e sconfitto le truppe estoni indipendentiste, l'Armata Rossa rioccupò l'Estonia continentale nel settembre del 1944 e, dopo la guerra, l'Estonia divenne una repubblica sovietica dell'Unione nota come RSS Estone fino al 1991, malgrado la Carta Atlantica del 1941 affermava che non sarebbero stati previsti accordi territoriali.
Le perdite causate dalla seconda guerra mondiale in Estonia, stimate al 23,9% della popolazione (271 200 su 1 136 400), risultarono, in termini percentuali, tra le più alte d'Europa. Volendo circoscrivere il numero al solo triennio di occupazione tedesca (1941-1944), pur risultando abbastanza arduo tentare di ricostruire una cifra esatta, secondo lo storico Raun è possibile ipotizzare la morte di più di 100 000 estoni. Se per ricostruire una quota totale si volesse dare uno sguardo unicamente ai documenti disponibili, il computo delle vittime accertate risulterebbe più contenuto, in quanto si limiterebbe a riferire il decesso di 81 000 estoni. Il dato comprende altresì le morti causate dalle deportazioni ed esecuzioni naziste e sovietiche, oltre che i decessi dovuti all'Olocausto.

## Antefatti

### Periodo interbellico
Prima della seconda guerra mondiale, la Repubblica d'Estonia e l'URSS avevano firmato e ratificato diversi trattati, qui elencati in ordine cronologico:
- Patto Briand-Kellogg (27 agosto 1928): si ripudiava la guerra come strumento di risoluzione delle controversie (ratificato anche da Estonia e URSS il 24 luglio 1929).[1]
- Trattato di non aggressione: stipulato il 4 maggio 1932.[2]
- Convenzione per la definizione di aggressione: il 3 luglio 1933, per la prima volta nella storia del diritto internazionale, veniva fornita una definizione di aggressione in un trattato vincolante sottoscritto all'ambasciata sovietica a Londra dall'URSS e, tra i vari firmatari, dalla Repubblica d'Estonia.[3][4] L'articolo II definiva così le forme di aggressione: «sarà riconosciuto come aggressore quello Stato che per primo commetterà una delle seguenti azioni [...]:
  - Par. 2: invasione da parte delle forze armate del territorio di un altro Stato, anche senza previa dichiarazione di guerra.
  - Par. 4: istituzione di un blocco navale di coste o porti di un altro Stato».[5]
- Dichiarazione di neutralità: Estonia, Lettonia e Lituania proclamarono congiuntamente a Riga la propria neutralità il 18 novembre 1938 alla conferenza dei ministri degli esteri baltici.[6] A tale evento seguì l'approvazione dei singoli parlamenti nazionali più tardi nel medesimo anno. L'Estonia emanò una legge che dichiarava la sua neutralità il 1º dicembre 1938, modellata sull'atto avente il medesimo scopo promulgato dalla Svezia il 29 maggio 1938.[7] Si trattò di una ripetizione di quanto già affermato quasi un ventennio prima, quando l'Estonia, da poco indipendente, aveva sottoscritto il trattato di Tartu nel 1920 con la RSFS Russa.

Divisioni pianificate ed effettivamente poste in essere dell'Europa orientale secondo il patto Molotov-Ribbentrop: sono riportati anche i successivi adeguamenti. I territori assegnati a Mosca sono in arancione

- Patto Molotov-Ribbentrop: nella prima mattinata del 24 agosto 1939, l'Unione Sovietica e la Germania nazista sottoscrissero un patto di non aggressione decennale, conosciuto in virtù del cognome dei due firmatari patto Molotov-Ribbentrop. L'intesa conteneva un protocollo segreto, reso pubblico solo dopo la sconfitta della Germania nel 1945, ai sensi del quale gli Stati dell'Europa settentrionale e orientale venivano divisi in due "sfere di influenza", una tedesca e una sovietica.[8] Per quanto riguardava la regione baltica e scandinava, la Finlandia, l'Estonia e la Lettonia furono assegnate alla sfera sovietica.[9] La Polonia avrebbe subito una più dettagliata partizione, poiché le aree ad est dei fiumi Naree, Vistola e San sarebbero spettate a Stalin, mentre Adolf Hitler avrebbe potuto insediarsi ad ovest di esse.[10] Si prevedeva che la Lituania, situata a ridosso della Prussia Orientale, sarebbe stata consegnata ai tedeschi, salvo poi essere assegnata all'URSS a seguito dell'emanazione di un secondo protocollo segreto del settembre del 1939.[11] In cambio, i sovietici avrebbero ceduto due voivodati della Polonia.[10]

### 1939-primavera 1940

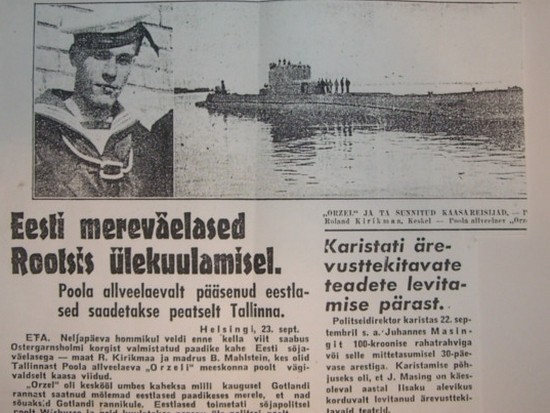
L'incidente dell'Orzeł sulla prima pagina del quotidiano estone Uus Eesti

La seconda guerra mondiale scoppiò con l'invasione della Polonia, un importante alleato regionale dell'Estonia, compiuta da parte del Terzo Reich. Sebbene all'inizio della guerra esistesse un certo grado di coordinamento tra la Germania e l'Unione Sovietica, quest'ultima comunicò a Berlino il suo attacco alla Polonia solo diciassette giorni più tardi dell'attacco tedesco, dopo aver constatato la rapidità con cui collassò - in parte inaspettatamente - l'esercito polacco.
Il 3 settembre 1939, Regno Unito, Francia, Australia e Nuova Zelanda dichiarano guerra alla Germania. Il 14 settembre il sottomarino polacco ORP Orzeł approdò a Tallinn, in Estonia e, quattro giorni dopo, si verificò quello che sarebbe passato alla storia come incidente dell'Orzeł. Un mezzo navale battente bandiera biancorossa riuscì a fuggire dal porto di Tallinn, dove era tenuto sotto sorveglianza dell'esercito locale, giungendo, a seguito di varie peripezie, in Regno Unito. Tale episodio fu strumentalizzato dall'Unione Sovietica e dalla Germania allo scopo di accusare l'Estonia di esser venuta meno alla sua dichiarata neutralità.

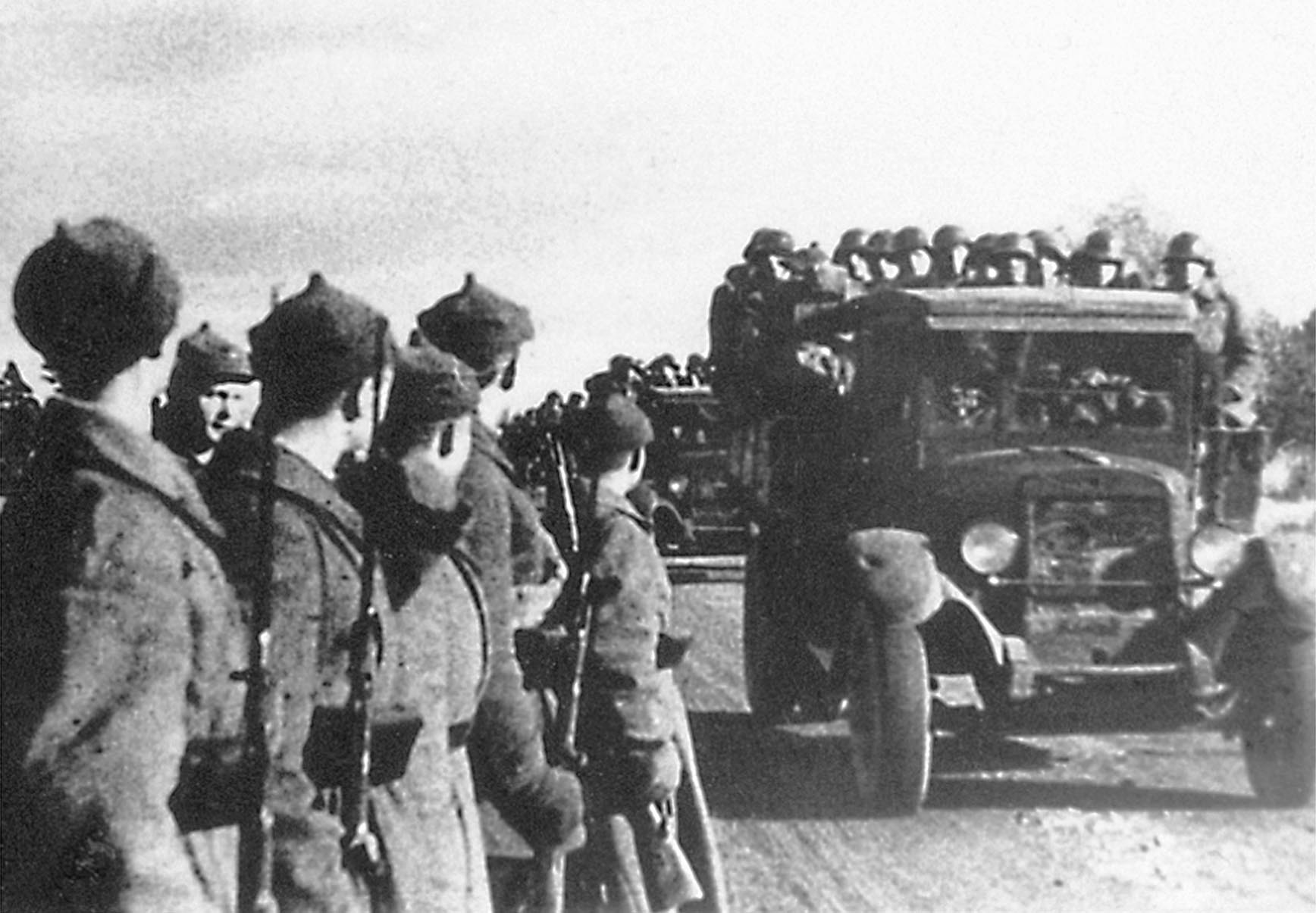
L'Armata Rossa fece il suo ingresso in Estonia nel 1939, dopo che il paese baltico venne costretto a firmare il trattato del 28 settembre

Il 24 settembre 1939, ovvero qualche giorno dopo l'incidente di Orzeł e quando la conquista nazista e sovietica della Polonia appariva ormai definitiva, la stampa e la radio di Mosca iniziarono una campagna propagandistica contro l'Estonia, tacciandola di essere "ostile". Le navi da guerra della Voenno-morskoj flot apparvero al largo dei porti estoni, mentre i bombardieri sovietici sorvolarono in avanscoperta Tallinn e la campagna circostante, violando palesemente lo spazio aereo straniero. Mosca chiese all'Estonia di consentire all'URSS l'installazione di alcune basi militari sul suolo estone, affinché potessero essere stanziati 25 000 uomini in quel territorio per l'intera durata della guerra. Il governo estone accettò l'ultimatum intimidatorio comunicato da Stalin suggellando l'accordo corrispondente il 28 settembre 1939. I contenuti del patto, dalla durata decennale, sono così riassumibili:
- L'URSS ottenne il diritto di posizionare uomini dell'Armata Rossa in basi navali e aeroporti sulle isole strategiche situate a ridosso di Tallinn, del golfo di Finlandia e del golfo di Riga;
- L'URSS risultò obbligata ad intensificare gli scambi commerciali annui con l'Estonia e a creare dei corridoi d'emergenza attraverso i quali, nel caso in cui la guerra avesse minacciato il mar Baltico, sarebbe stato impossibile per gli estoni proseguire le relazioni economiche con il resto del continente. Nello specifico, l'articolo prevedeva che le merci estoni sarebbero state dirottate verso i porti sovietici situati sul mar Nero e sul Mar Bianco, da cui poi sarebbe stato possibile raggiungere le varie destinazioni;
- I due Stati avevano l'obbligo di assistenza bellica reciproca in caso di «aggressioni scatenate da una qualsiasi grande potenza europea»;
- La sovranità dell'Estonia non veniva intaccata dal trattato. L'atto, si leggeva, «non deve influenzare» i «rapporti economici e l'apparato statale».[18]

Quando le truppe sovietiche raggiunsero l'Estonia, i fucili di entrambe le nazioni spararono a salve e le bande suonarono sia l'inno estone che l'Internazionale, all'epoca inno dell'URSS.
Richieste simili vennero inoltrate alla Finlandia, alla Lettonia e alla Lituania. A seguito di alcune negoziazioni preliminari, il paese scandinavo ruppe le trattative, scatenando, in data 30 novembre, la conseguente risposta militare sovietica (guerra d'inverno). Le ostilità cessarono solo nel marzo del 1940, quando a Mosca venne firmato un trattato di pace che prevedeva condizioni abbastanza pesanti per la Finlandia. Poiché l'attacco venne giudicato alla stregua di una violazione del diritto internazionale, l'Unione Sovietica venne espulsa dalla Società delle Nazioni il 14 dicembre.
Il primo di una lunga serie di spopolamenti in Estonia avvenne proprio nella tarda primavera del 1940, periodo in cui 12 660 tedeschi del Baltico, a cui se ne aggiunsero altri di lì a breve, rimpatriarono in Germania.

## Svolgimento del conflitto

### Prima occupazione sovietica (1940-1941)

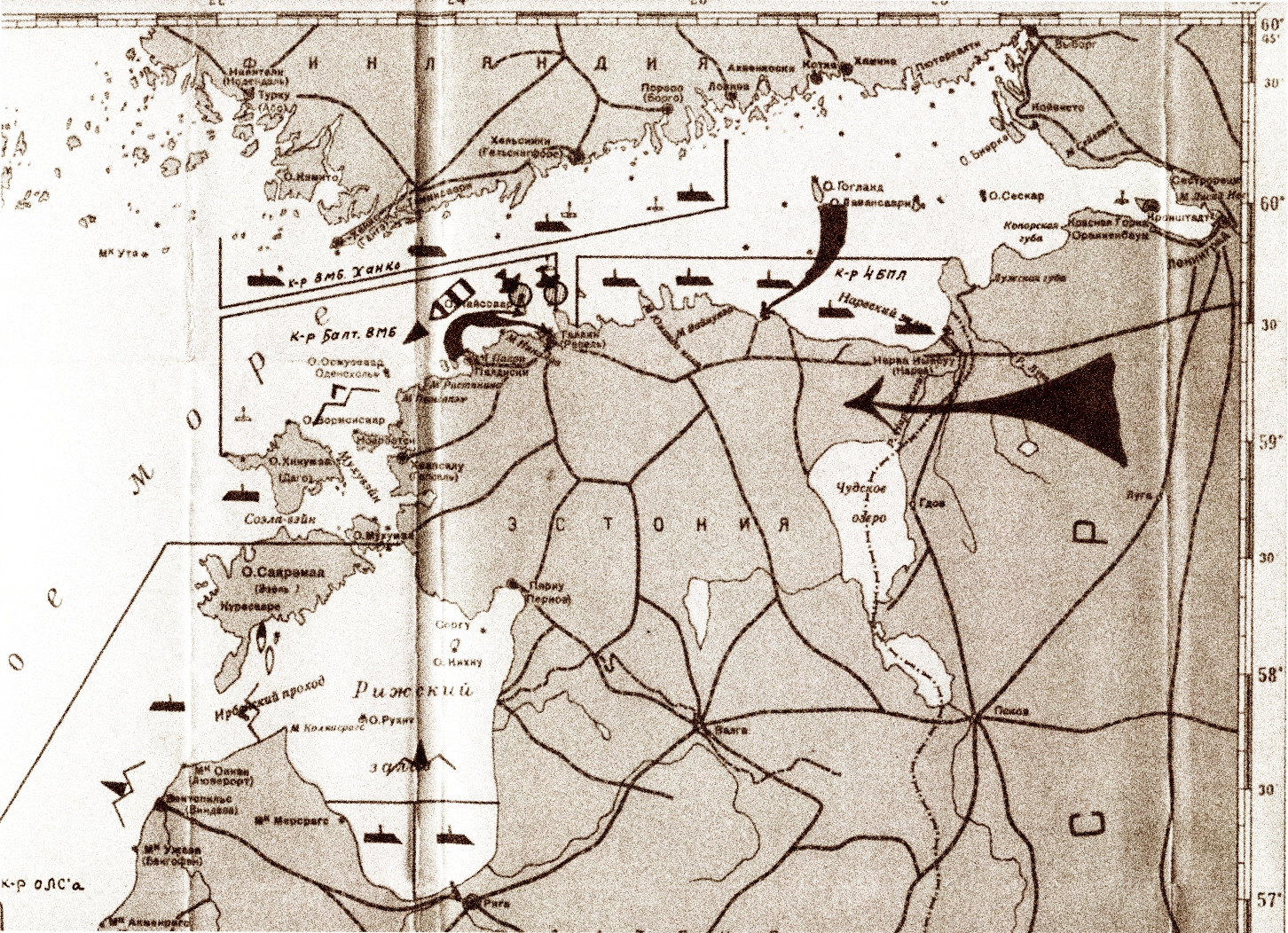
Schemi del blocco militare navale sovietico di Estonia e Lettonia nel 1940 (archivi navali statali russi)

Nell'estate del 1940, Mosca pianificò una campagna militare finalizzata a occupare militarmente l'Estonia, avendo a tale scopo previsto lo schieramento di 160 000 uomini e 600 carri armati. I 1 150 velivoli delle cinque divisioni dell'aeronautica sovietica impiegate ricevettero l'ordine di bloccare l'intero spazio aereo baltico in Estonia, Lituania e Lettonia, mentre la flotta del Baltico si occupò di quello marittimo. Con riferimento a quest'ultimo comando, il direttore dell'Archivio di Stato russo del Dipartimento navale Pavel Petrov confermò che alla flotta del Baltico venne assegnato, il 12 giugno, il compito di predisporre un blocco militare completo dell'Estonia. All'NKVD venne comunicato di tenersi pronto ad accogliere 58 000 prigionieri di guerra.
Il 3 giugno 1940, tutte le forze militari sovietiche già di stanza negli Stati baltici finirono sotto il comando di Aleksandr Loktionov. Il 9 giugno Semën Timošenko si vide consegnare la direttiva 02622ss/ov, stando alla quale, entro il 12 dello stesso mese, il distretto militare di Leningrado dell'Armata Rossa di cui era responsabile doveva essere pronto per:
- Smantellare le navi della marina estone, lettone e lituana site nelle loro basi o in mare;
- Catturare le flotte commerciali estoni e lettoni e tutte le altre navi in circolazione;
- Prepararsi per un'invasione ed un'operazione di sbarco a Tallinn e Paldiski;
- Assicurarsi il Golfo di Riga e bloccare le coste dell'Estonia e della Lettonia nel Golfo di Finlandia e nel Mar Baltico;
- Impedire l'evacuazione dei governi, delle forze militari e delle risorse estoni e lettoni;
- Fornire supporto navale per raggiungere poi via terra Rakvere;
- Impedire all'aeronautica estone e lettone di volare verso la Finlandia o la Svezia.[26]

Alle 10:40 del 13 giugno le forze sovietiche iniziarono a muoversi nelle posizioni prestabilite e furono pronte ad agire entro le ore 22 del 14 giugno: quattro sottomarini e un numero ignoto di unità leggere della marina trovarono collocamento nel mar Baltico, nel golfo di Riga e in quello di Finlandia per impedire agli Stati baltici l'accesso al mare aperto. Il contingente navale, suddiviso in tre divisioni di cacciatorpediniere, venne posizionato ad ovest di Naissaar per supportare l'invasione, mentre i quattro battaglioni della 1ª Brigata fucilieri di marina vennero posizionati sulle navi da trasporto Sibir, 2ª Pjatiletka ed Elton con l'incarico di sbarcare presso l'isola di Naissaar e di Aegna. La nave da trasporto Dnestr e i cacciatorpediniere Storozevoi e Silnoi, carichi di soldati, giunsero in un punto vicino alle coste da cui avrebbero potuto assaltare la capitale Tallinn. Infine, il 50º battaglione salì sulle navi in attesa di colpire Kunda. Nel complesso, nel blocco sovietico parteciparono 120 imbarcazioni, tra cui un incrociatore, 7 cacciatorpediniere e 17 sottomarini, insieme a 219 aerei, tra cui l'8ª brigata aerea formata da 84 bombardieri DB-3 e Tupolev SB e la 10ª brigata con 62 velivoli.
Il 14 giugno 1940 i sovietici recapitarono un ultimatum alla Lituania e il blocco militare sovietico dell'Estonia entrò in azione, mentre l'attenzione del mondo era focalizzata sulla conquista di Parigi compiuta dalla Germania nazista. Nella stessa giornata, due bombardieri sovietici abbatterono l'aereo passeggeri finlandese Kaleva che volava da Tallinn a Helsinki trasportando vari documenti diplomatici delle ambasciate statunitensi a Tallinn, Riga e Helsinki ed oltre 120 chilogrammi di posta diplomatica da due corrieri dell'ambasciata francese. Il membro della legazione degli Stati Uniti attiva a Helsinki Henry W. Antheil Jr. morì nell'incidente insieme ad altri otto passeggeri, tra cui due corrieri diplomatici francesi e di altre nazionalità; il motivo dell'abbattimento non venne mai chiarito, ma tra le ipotesi ventilate si è pensato alla possibile presenza a bordo della valigetta diplomatica di Antheil dei piani sovietici previsti per il Baltico scoperti dallo stato maggiore estone.
Il 16 giugno 1940, l'Unione Sovietica invase l'Estonia. I soldati dell'Armata Rossa già situati nel territorio estone lasciarono le basi militari in cui si trovavano e andarono ad affiancarsi ai circa 90 000 compatrioti che superarono il confine per entrare nel Paese. Vjačeslav Molotov aveva accusato gli Stati baltici di aver cospirato contro l'Unione Sovietica e consegnato un ultimatum in Estonia per l'istituzione di un governo approvato dai sovietici. Rispettando il patto Briand-Kellogg, il governo estone preferì non considerare l'ipotesi di allestire una resistenza armata per respingere gli stranieri, dopo aver valutato realisticamente l'impossibilità di contrastare la soverchiante superiorità numerica avversaria sia ai confini che già all'interno del Paese. Pertanto, alla fine l'esecutivo di Tallinn preferì non resistere ed evitare spargimenti di sangue.

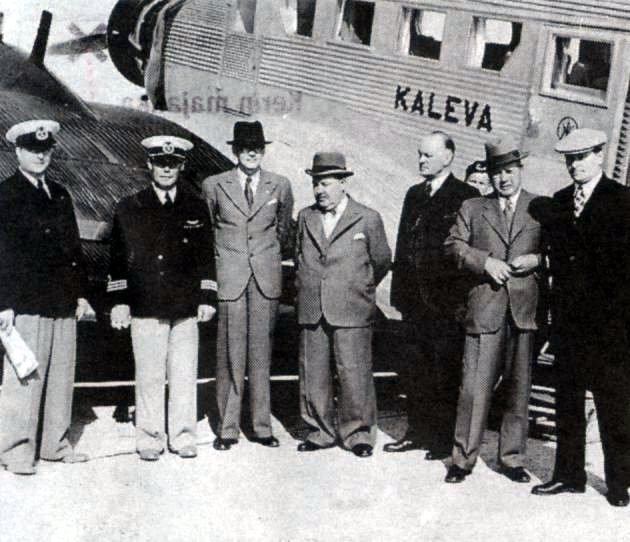
Il Kaleva e il suo equipaggio prima dell'incidente

Il 17 giugno, il giorno in cui la Francia si arrese alla Germania, l'Estonia accettò l'ultimatum e la sua sovranità cessò de facto di esistere. L'occupazione militare della repubblica estone venne completata entro il 21 giugno 1940 e resa "ufficiale" grazie a un colpo di Stato comunista diretto dalle truppe sovietiche.
Gran parte delle Forze di difesa estoni e della Lega di difesa estone si arresero di concerto con le disposizioni del governo estone e vennero disarmate dall'Armata Rossa. Solo il battaglione indipendente estone di stanza a Tallinn in via Raua fece resistenza e si frappose alla milizia comunista dell'Armata Rossa e di "Autodifesa popolare" (Rahva Omakaitse), combattendo contro le truppe straniere il 21 giugno 1940. Quando l'Armata Rossa dispiegò rinforzi aggiuntivi supportati da sei mezzi corazzati, la schermaglia proseguì per diverse ore fino al tramonto. Alla fine, la resistenza militare venne piegata ricorrendo a negoziati e il battaglione indipendente si arrese e venne disarmato. Diversi furono i feriti di entrambi gli schieramenti, di cui circa dieci sovietici e due militari estoni di cui si conosce il nome, Aleksei Männikus e Johannes Mandre. I sovietici che presero parte agli scontri erano guidati dall'ex pugile due volte medaglia d'argento Nikolai Stepulov. Lo stesso giorno, il 21 giugno 1940, la bandiera dell'Estonia che sventolava sulla torre soprannominata Ermanno il Lungo (Pikk Hermann), la quale simboleggiava l'operatività del governo indipendente dal 1918, venne sostituita da una bandiera rossa.
Il 14-15 luglio, a seguito di decreti emanati in maniera contraria alle leggi locali, si tennero le elezioni parlamentari in tutti e tre i Paesi baltici: a concorrere vennero autorizzati solo i comunisti e i partiti alleati, ma i risultati vennero palesemente truccati. Il servizio stampa sovietico li pubblicò infatti ancor prima che le votazioni si concludessero, come evince da un giornale di Londra stampato 24 ore prima della chiusura dei seggi. Tra i primi provvedimenti emessi dal nuovo esecutivo, si procedette all'istituzione di speciali tribunali funzionali a sanzionare i "nemici del popolo", ovvero coloro che non avevano rispettato il "dovere politico" di votare il Partito Comunista dell'Estonia. Una volta eletto il parlamento fantoccio, questo proclamò durante la sua prima seduta, avvenuta il 21 luglio 1941, l'Estonia una repubblica socialista, invocando nella stessa occasione l'Unione Sovietica affinché questa la annettesse. L'Unione Sovietica "accettò" la proposta dell'Estonia il 6 agosto e la ribattezzò come Repubblica Socialista Sovietica Estone. L'occupazione e l'annessione dell'Estonia nel 1940 all'Unione Sovietica furono considerate illegittime e mai ufficialmente riconosciute dalla Gran Bretagna, dagli Stati Uniti e da altre democrazie occidentali. L'annessione comportò l'abrogazione di numerosi trattati precedenti stipulati dall'Unione Sovietica e dal suo predecessore, la Russia bolscevica, oltre all'adozione di politiche quali la collettivizzazione, la soppressione delle grandi banche e l'abolizione della proprietà privata.

#### Terrore sovietico

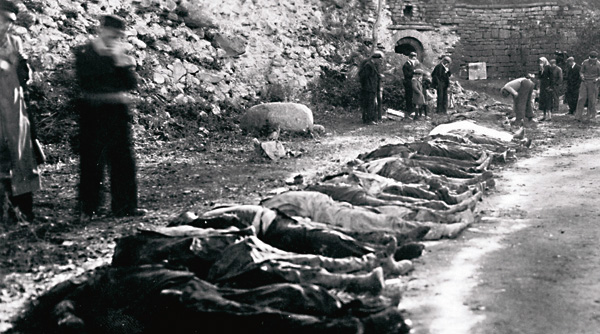
Persone uccise dalle autorità sovietiche a Kuressaare nel 1941

Una volta assunto il controllo dell'Estonia, le autorità sovietiche agirono rapidamente per eliminare qualsiasi potenziale oppositore. 8 000 persone circa riuscirono a lasciare il Paese nel 1940-1941, il primo biennio di occupazione. Durante lo stesso periodo, oltre 8 000 cittadini, inclusa la maggioranza degli esponenti politici e gli ufficiali militari più influenti, vennero arrestati, talvolta senza nemmeno che gli venisse comunicato il motivo del fermo. Circa 2 200 furono quelli giustiziati in Estonia, mentre gli altri vennero trasferiti in campi di prigionia in regione remote dell'URSS, da cui in pochissimi tornarono vivi. Il 19 luglio 1940, il comandante in capo dell'esercito estone Johan Laidoner finì catturato dall'NKVD e deportato insieme a sua moglie nella città di Penza. Laidoner morì nel campo di prigionia di Vladimir, in Russia, il 13 marzo 1953. Il presidente dell'Estonia, Konstantin Päts, venne arrestato e deportato dai sovietici a Ufa il 30 luglio, dove si spense qualche decennio dopo in un ospedale psichiatrico di Kalinin (oggi Tver'), nel 1956. In tutto circa 800 ufficiali estoni vennero arrestati, di cui quasi la metà venne giustiziata, tenuta prigioniera o morì d'inedia nei campi di prigionia.
Le deportazioni di massa costituirono uno dei pilastri della gestione sovietica e perseguivano il fine di neutralizzare lo scoppio di eventuali rivolte. Nella primavera del 1941 vennero emanate le istruzioni di Serov, estensivamente note come «[disposizioni riguardo] alla procedura di esecuzione delle deportazioni di elementi antisovietici da Lituania, Lettonia ed Estonia», che prevedevano una procedura di espulsione degli elementi «antisovietici» presunti e accertati. L'atto divenne vigente il 14 giugno 1941, quando la deportazione di massa di giugno ebbe luogo simultaneamente in tutti e tre i Paesi baltici; quasi 10 000 estoni subirono una procedura di deportazione nel giro di un paio di giorni. Infine, nel biennio 1940-1941, furono 2 199 le vittime uccise dalle agenzie di sicurezza dello Stato sovietico, dai gruppi paramilitari, dall'Armata Rossa e dalla Flotta del Baltico, tra cui 264 donne, 82 minori e 3 neonati.
La coscrizione forzata nell'Armata Rossa iniziò poco prima dell'invasione tedesca dell'Unione Sovietica il 22 giugno 1941, ma gli abitanti del posto vennero presto ritenuti inaffidabili ed assegnati alla forza lavoro. Dei 33 000 estoni reclutati, molti morirono a causa delle precarie condizioni di vita dovute a malattie, fame e freddo.
Quando l'Estonia venne proclamata Repubblica Sovietica, gli equipaggi di 42 navi estoni in acque straniere si rifiutarono di tornare in patria (circa il 40% della flotta estone prima della guerra). Queste imbarcazioni vennero requisite dagli inglesi e adoperate nei convogli atlantici. Durante la guerra, circa 1 000 marinai estoni prestarono servizio nella marina mercantile britannica, di cui 200 come ufficiali. Un piccolo gruppo di estoni, complessivamente non più di 200, prestò servizio nella Royal Air Force, nell'esercito britannico e nell'esercito americano.
Immediatamente dopo la conquista sovietica, le istituzioni russe locali (società, giornali, ecc.) vennero chiuse. La vita culturale che si era sviluppata durante l'indipendenza dell'Estonia venne distrutta. Quasi tutti i principali emigrati russi vennero arrestati e successivamente giustiziati. Alcuni degli emigrati bianchi russi erano già stati arrestati prima del 21 giugno 1940 dalla polizia politica estone, probabilmente per evitare "provocazioni" durante l'invasione dell'Armata Rossa, e gli arrestati vennero di conseguenza consegnati alle camere di tortura dell'NKVD dopo la presa del potere comunista.

### Parentesi tedesca (1941-1944)

#### Offensiva sull'Estonia

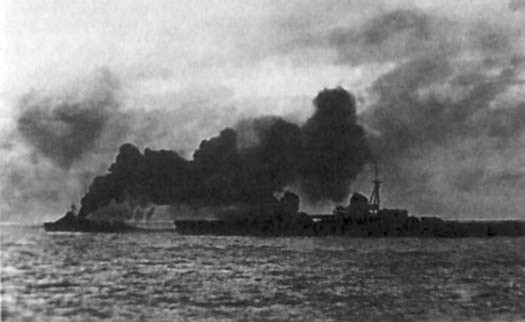
Coltre di fumo sull'incrociatore sovietico Kirov durante l'evacuazione di Tallinn nell'agosto 1941

Il 22 giugno 1941, la Germania diede il via all'operazione Barbarossa, sferrando così il suo attacco ai danni dell'Unione Sovietica. Il 3 luglio Iosif Stalin rese pubblica la sua dichiarazione alla radio in cui chiedeva di adoperare la tattica della terra bruciata nel corso della ritirata. Poiché le aree più settentrionali degli Stati baltici furono le ultime ad essere raggiunte dai tedeschi, fu lì che i battaglioni sovietici fecero avvertire maggiormente l'effetto della politica suggerita di Mosca. I fratelli della foresta estoni, composti approssimativamente da 12 000 ribelli, si unirono agli scontri supportando spontaneamente i tedeschi e inflissero svariate perdite ai soldati sovietici ancora rimanenti, oltre a fare anche diversi prigionieri.

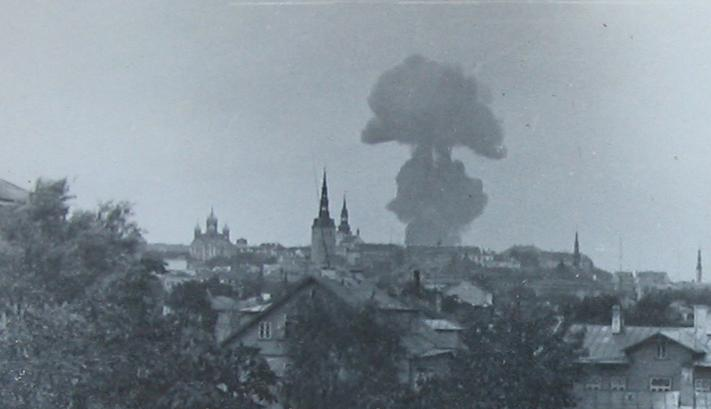
Battaglie alla periferia di Tallinn nell'agosto 1941.

La lotta contro i fratelli della foresta e l'attuazione della tattica della terra bruciata furono accompagnate da atti di violenza contro la popolazione civile, ritenuta simpatizzante dei nazisti. Tra i principali vandalismi si segnalarono la distruzione di svariate fattorie, di edifici pubblici e il saccheggio di alcuni piccoli quartieri nelle città. Migliaia di persone, di cui molte donne e bambini, persero la vita durante questa fase, venendo talvolta bruciate vive; uno degli episodi di violenza più cruenti coincise con la battaglia di Kautla. Il basso numero di morti umane rispetto al numero di fattorie bruciate è dovuto al gruppo di ricognizione a lungo raggio Erna che ruppe il blocco dell'Armata Rossa nell'area, consentendo a molti civili di fuggire. Il numero delle vittime causato dai gruppi paramilitari sovietici (istrebiteli) è incerto, ma coinvolse quasi esclusivamente partigiani o civili disarmati.

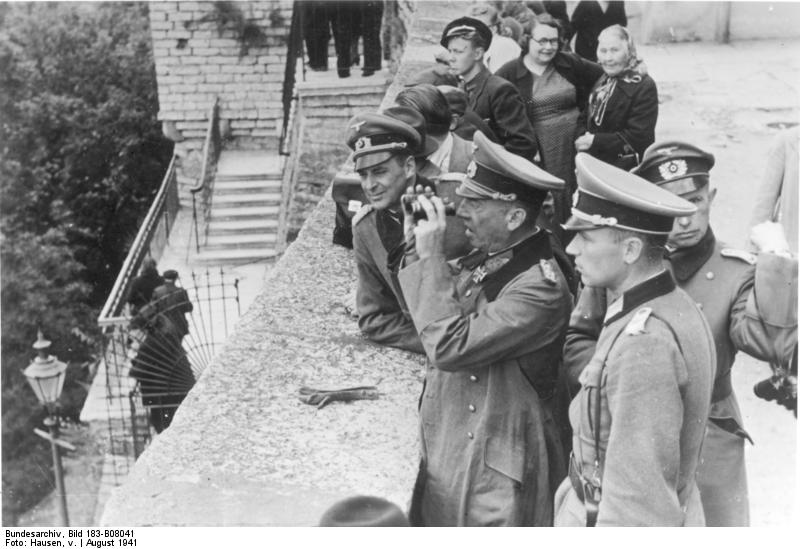
Il generale tedesco Georg von Küchler a Tallinn nell'agosto 1941

Dopo che la 18ª Armata tedesca attraversò il confine meridionale estone il 7-9 luglio, i fratelli della foresta si organizzarono in unità più grandi e furono in grado di prevalere sulle unità dell'8ª Armata sovietica e sui paramilitari ad Antsla il 5 luglio 1941. Il giorno seguente, avvenne un'offensiva più ampia a Vastseliina, dove i partigiani impedirono la distruzione sovietica della città e fecero prigionieri i comandanti del battaglioni paramilitari e i funzionari comunisti locali. Due giorni più tardi, il 7 luglio, gli estoni issarono la propria bandiera a Vasteliina. Võru venne liberata poco più tardi e quando giunse la 18ª Armata, i vessilli blu-nero-bianchi già sventolavano, poiché i fratelli della foresta si erano mossi in fretta grazie a un efficace apparato organizzativo interno (Omakaitse). I 9 175 uomini e donne impegnati nel conflitto nel luglio del 1941 salirono nel giro di un mese a 14 730, malgrado soltanto poco più di un terzo equipaggiava le armi.
La battaglia di Tartu durò due settimane e, al termine delle lotte, gran parte della città non esisteva più. Sotto la guida di Friedrich Kurg, i fratelli della foresta riuscirono a scacciare i sovietici dietro la linea dei fiumi Pärnu-Emajõgi il 12 luglio, dopo che già il 10 luglio avevano acquisito il controllo a sud di Tartu. Mentre i combattimenti procedevano, i sovietici assassinarono i cittadini detenuti nella prigione di Tartu, uccidendo 192 persone prima che gli estoni riuscissero a prevalere.
La 18ª Armata riprese la sua avanzata in Estonia avvalendosi dell'assistenza dei fratelli della foresta. Alla fine, questi espugnarono Narva il 17 agosto e, qualche giorno dopo, Tallinn poteva dirsi circondata. La capitale divenne ambitissima quando si scoprì che nel porto locale si trovava ancora il grosso della Flotta del Baltico. Il 19 agosto iniziò l'assalto tedesco finale a Tallinn, terminato il 28 del medesimo mese con il ritiro dei sovietici e con la sostituzione della bandiera rossa su Ermanno il Lungo (Pikk Hermann) con quella dell'Estonia. L'evacuazione sovietica di Tallinn non si rivelò priva di gravi perdite. Dopo che i sovietici si ritirarono dall'Estonia, le truppe tedesche disarmarono tutti i gruppi dei fratelli della foresta e rimossero la bandiera estone, piazzando al suo posto quella nazista.
Il 9 settembre, unità tedesche ed estoni lanciarono l'operazione Beowulf per scacciare le forze sovietiche dall'arcipelago Moonsund. Nello specifico, si decise di eseguire una serie di attacchi diversivi per confondere i difensori e il successo della Wehrmacht divenne definitivo entro il 21 ottobre, giorno in cui cadde l'ultima isola ancora in mano sovietica.

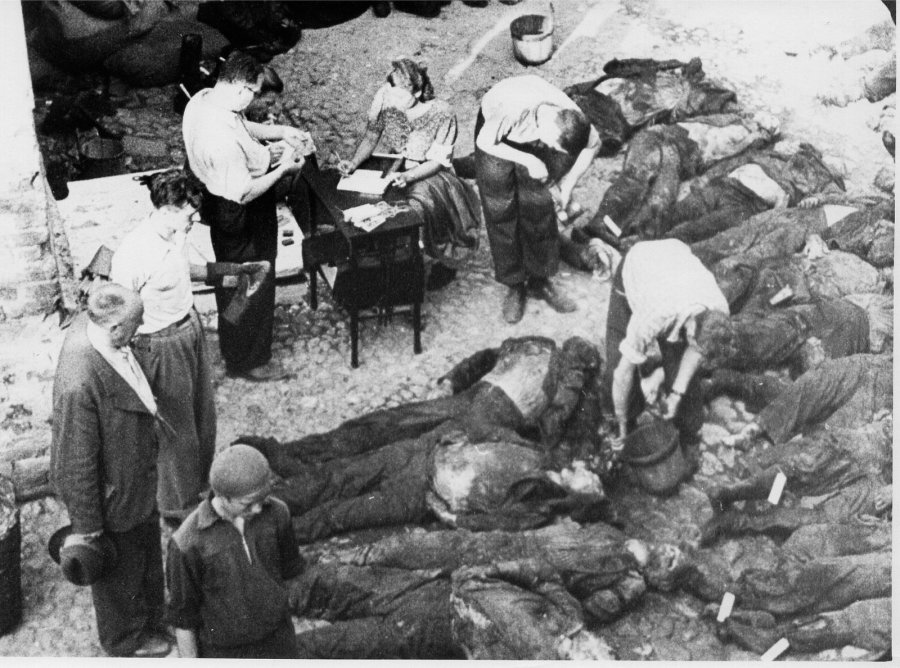
Vittime dell'NKVD a Tartu, Estonia, luglio 1941.

2.199 persone vennero uccise dalle agenzie di sicurezza statale sovietiche, dai battaglioni di distruzione, dall'Armata Rossa e dalla Flotta del Baltico, tra cui 264 donne e 82 minorenni. Gravi danni vennero causati alla Società cooperativa all'ingrosso estone, alla Compagnia d'esportazione di carne estone e all'Associazione centrale delle cooperative casearie. 3.237 aziende agricole vennero distrutte. Complessivamente, vennero distrutti 13.500 edifici. I dati del bestiame e del pollame del 1939 differivano da quelli del 1942 per i seguenti numeri: c'erano 30.600 (14%) cavalli in meno, 239.800 (34%) bovini da latte in meno, 223.600 (50%) maiali in meno, 320.000 (46%) pecore in meno e 470.000 (27,5%) pollame in meno. Le seguenti apparecchiature vennero evacuate in Unione Sovietica: quelle della Tallinn Engineering Works "Red Krull", della fabbrica radio "Radio Pioneer" e delle Northern Pulp and Paper Mills. Iniziò anche lo smantellamento degli scisti bituminosi. Inoltre vennero evacuate materie prime, semilavorati e prodotti finiti. Complessivamente, vennero evacuate attrezzature industriali per un valore di 36.849 Rbl, mezzi di trasporto per un valore di 362.721 Rbl, prodotti finiti per un valore di 82.913  e materiali per un valore di 94.315 Rbl. Oltre all'inventario, prodotti semilavorati e generi alimentari, vennero evacuati beni per un totale di 606.632 Rbl.
Negli incendi del 12 e 13 luglio, la sede della Lega di difesa estone, il campus della Facoltà di veterinaria e agricoltura dell'Università di Tartu ed altri edifici universitari vennero bruciati. Diverse biblioteche dell'università e 135 importanti biblioteche private vennero distrutte, per un totale di 465.000 libri, molti materiali d'archivio e 2.500 opere d'arte perdute. Tra queste c'erano le biblioteche di Aino e Gustav Suits e Aurora e Johannes Semper.

#### Amministrazione nazista
La maggior parte degli estoni accolse con calore i tedeschi, confidando nel ripristino dell'indipendenza. Nell'Estonia meridionale, su suggerimento di Jüri Uluots, s'istituirono degli organi di amministrazione filo-indipendisti, oltre a un consiglio di coordinamento con sede a Tartu non appena i sovietici si ritirarono e prima dell'arrivo delle truppe tedesche, in quanto la città era stata di recente liberata dai fratelli della foresta. Nonostante la cooperazione avvenuta sul campo di battaglia, i tedeschi avevano altri piani per i Paesi baltici e per l'Europa orientale; tale politica si rivelò un grosso errore, poiché sollecitò diversi cittadini a costituirsi in movimenti anti-nazisti, soprattutto a sud, nelle odierne Bielorussia e Ucraina. Per attuare il Generalplan Ost, i tedeschi sciolsero il governo provvisorio e l'Estonia divenne parte del Reichskommissariat Ostland, malgrado rimasero comunque aperte università, scuole e amministrazioni locali. Venne istituita una Sicherheitspolizei per la sicurezza nazionale guidata da Ain-Ervin Mere, poi rimosso dall'incarico perché ritenuto potenzialmente nocivo per gli interessi tedeschi. Una delle prime operazioni messe in atto dai nazisti riguardò l'eliminazione dei simpatizzanti comunisti.

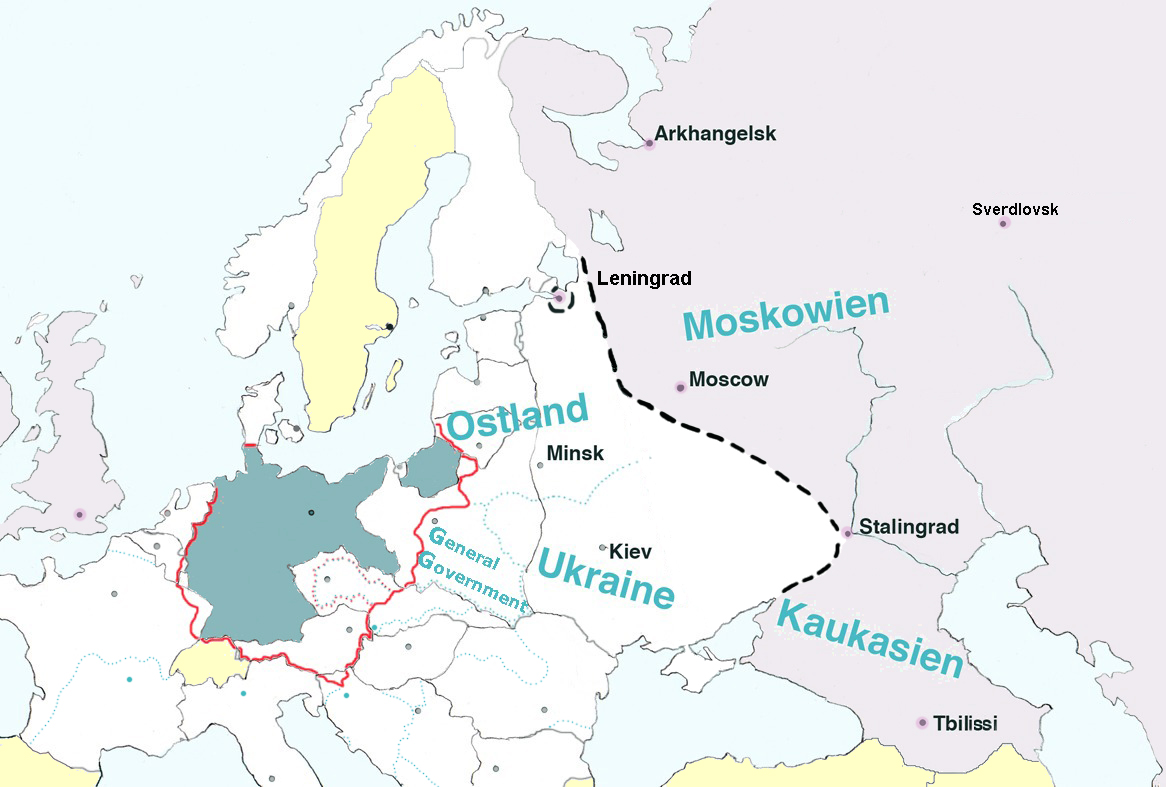
Il Generalplan Ost in una cartina europea con i confini precedenti alla seconda guerra mondiale

Nell'aprile 1941, alla vigilia dell'invasione tedesca, Alfred Rosenberg, ministro del Reich per i territori occupati dell'Est, un tedesco baltico nato e cresciuto a Tallinn, espose i passaggi previsti per l'Oriente al fine di assimilare gli estoni:
- Germanizzazione (Eindeutschung) degli elementi "razzialmente idonei".
- Colonizzazione da parte dei germanici.
- Esilio e deportazione di elementi indesiderati.

Rosenberg pensava che gli «estoni fossero i più germanici tra le etnie che vivevano nell'area baltica, essendo già germanizzate al 50% per via dell'influenza danese, svedese e tedesca». Gli estoni non adatti dovevano essere trasferiti in una regione che Rosenberg chiamava Peipusland per fare spazio ai coloni tedeschi. Il piano prevedeva l'allontanamento, lo sfruttamento della manodopera o la morte per inedia del 50% degli estoni e l'eliminazione di tutti gli ebrei.
L'entusiasmo iniziale che accompagnò la liberazione dall'occupazione sovietica scemò rapidamente, comportando un più arduo sforzo per i tedeschi che tentavano di reclutare volontari. Quando iniziarono ad essere gettate le basi del Generalplan Ost nel 1942, circa 3 400 abitanti fuggirono in Finlandia per combattere nell'esercito finlandese, anziché unirsi ai nazisti, evento che portò alla costituzione del 200º Reggimento fanteria finlandese - composto appunto da volontari estoni - denominato in estone: soomepoisid, "ragazzi della Finlandia". Tra le azioni militari di maggiore rilevanza, si segnalano i combattimenti compiuti dall'unità contro l'Armata Rossa sul fronte careliano. Nel giugno 1942 gli esponenti politici dell'Estonia sopravvissuti alla repressione sovietica indirono una riunione segreta durante la quale si discusse delle potenze occupanti dell'Estonia, della possibilità di formare un governo nazionale clandestino e delle opzioni disponibili per preservare la continuità della repubblica. Il 6 gennaio 1943 avvenne un incontro presso la delegazione estone che si trovava a Stoccolma, in Svezia. Fu deciso che, al fine di preservare la continuità giuridica della Repubblica d'Estonia, l'ultimo primo ministro eletto secondo le procedure costituzionali nazionali, Jüri Uluots, doveva continuare ad esercitare le sue funzioni in carica di primo ministro. Quando la vittoria degli Alleati sulla Germania cominciò a profilarsi chiaramente all'orizzonte nel 1944, l'unica opzione per gli estoni di preservare l'indipendenza della propria nazione era quella di evitare una nuova invasione sovietica fino alla resa di Berlino. Con l'appello ad unirsi ai tedeschi sancito da Uluots si sperava di ripristinare l'esercito estone e conservare la tanto agognata autonomia.

### Unità militari estoni (1941-1943)

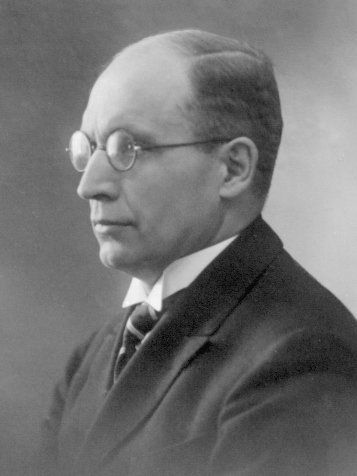
Jüri Uluots

#### Fila tedesche
Nel 1941, in Germania venne annunciato che sarebbero state create ulteriori unità di supporto al combattimento, le Waffen-SS, al fine di reclutare cittadini stranieri non tedeschi. L'obiettivo era quello di poter disporre di forze lavoro aggiuntive nelle nazioni occupate. Alcune di queste legioni straniere comprendevano volontari provenienti da Belgio, Danimarca, Finlandia, Francia, Norvegia e Paesi Bassi. Fino al marzo del 1942 gli estoni reclutati dai tedeschi fornirono ausilio principalmente nella retroguardia dell'Heeresgruppe Nord. Il 28 agosto 1942 l'amministrazione tedesca annunciò l'inglobamento della cosiddetta "Legione estone" all'interno delle Waffen-SS, capeggiata dall'Oberführer Franz Augsberger. Fino alla fine del 1942 circa 900 uomini si offrirono volontari nel campo di addestramento, spesso per vendicarsi delle politiche repressive sovietiche. Al battaglione Narwa, formato dai primi 800 uomini della legione e pronto a combattere dopo essersi addestrato presso Dębica nel campo di addestramento delle SS di Heidelager, venne ordinato nell'aprile del 1943 di unirsi alla divisione Wiking in Ucraina, al fine di sostituire il battaglione volontario finlandese, richiamato in Finlandia per motivi politici. Il battaglione partecipò alle schermaglie avvenute presso la sacca di Korsun' e fu in grave difficoltà quando dovette attraversare la via di fuga chiamata Porta dell'Inferno, poiché cadde sotto il fuoco pesante dei sovietici con poca copertura. Persi quasi tutti gli equipaggiamenti durante la carneficina, i sopravvissuti, 632 dei 2 000 iniziali, scamparono rovinosamente all'accerchiamento.

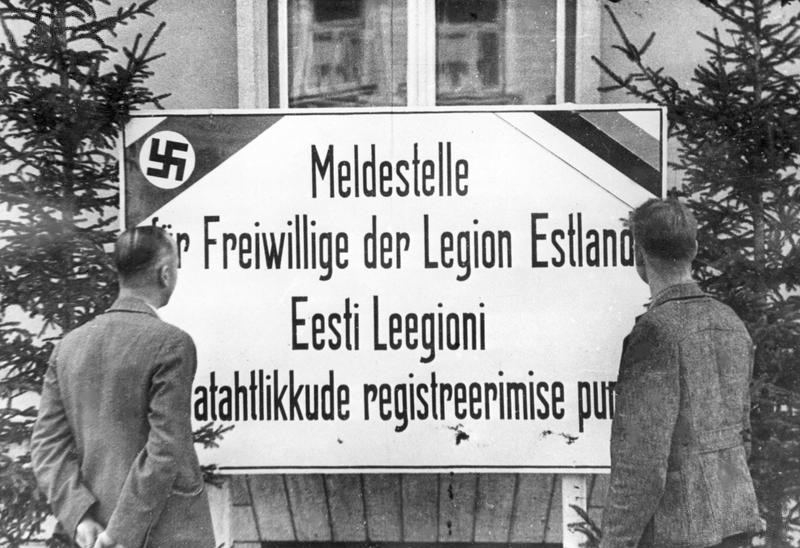
Centro di reclutamento per i volontari della Legione estone, settembre 1942

Nel marzo del 1943, le forze tedesche optarono per la mobilitazione arruolando uomini nati in Estonia tra il 1919 e il 1924. Fino all'agosto 1943, 5 300 uomini si erano arruolati nella Legione estone e 6 800 per il servizio di supporto (Hilfswillige) alla Wehrmacht tedesca. Nel marzo del 1943, venne eseguita una mobilitazione dei nati nel 1925-1926 in Estonia durante la quale 12 000 uomini furono arruolati nelle SS. Il 5 maggio 1943 venne formata la 3ª brigata Waffen-SS, un'altra unità completamente estone spedita al fronte vicino a Nevel'. Una delle conseguenze delle mobilitazioni del 1943 fu l'ondata di circa 5 000 estoni che fuggirono in Finlandia per sfuggire ai piani dei nazisti e oltre la metà di essi si offrì volontaria per il servizio nelle forze armate finlandesi. Circa 2 300 uomini si unirono all'esercito, mentre in 400 aderirono alla marina.

#### Fila sovietiche
Nel giugno del 1940, l'esercito estone, che contava 16 800 uomini, venne integrato nella struttura militare sovietica sotto il nome di "22º Corpo territoriale di fucilieri". Mentre 5 500 soldati estoni prestarono servizio a favore dei sovietici, in 4 500 passarono nelle file nemiche. Nel settembre del 1941, quando il corpo fu soppresso, c'erano ancora 500 soldati provenienti dall'ormai soppresso esercito regolare estone.
Nonostante fossero stati mobilitati circa 33 000 estoni nel momento in cui i sovietici stavano evacuando nell'estate del 1941, meno della metà di quegli uomini era impiegata nel servizio militare; il resto morì nei gulag e dopo aver prestato manodopera, principalmente nei primi mesi della guerra.
Nel gennaio del 1942, iniziarono a formarsi delle unità militari estoni all'interno dell'Armata Rossa, le quali erano composte da cittadini di etnia estone che vivevano in URSS. Una fonte sovietica riporta che nel maggio 1942 si contavano quasi 20 000 estoni nelle unità nazionali. Quando l'8º Corpo di fucilieri estoni raggiunse il fronte a Velikie Luki nel dicembre del 1942, esso subì pesanti perdite negli scontri; inoltre, il numero calò ancora di più, nello specifico di circa 1 000 uomini, in quanto passati al fianco dei nazisti. Dopo gli avvenimenti di Velikie Luki, i membri dell'unità furono rimpiazzati da gruppi etnici provenienti da altre regioni dell'URSS. Le principali azioni che coinvolsero il Corpo nell'ultima parte del conflitto riguardarono la partecipazione alle battaglie avvenute sul territorio estone.

### Offensiva sovietica (1944)

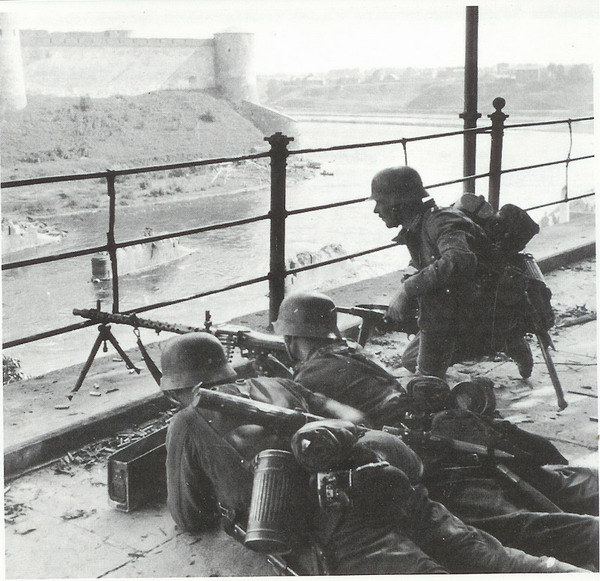
Soldati che difendono la riva estone del fiume Narva, con la fortezza di Ivangorod sul lato opposto

Nel gennaio del 1944, il Fronte di Leningrado (il gruppo d'armate sovietico nella regione di Leningrado) costrinse il Gruppo Sponheimer a ritirarsi verso il vecchio confine estone. Il 31 gennaio, il governo fantoccio operativo in Estonia annunciò una mobilitazione generale. Jüri Uluots, l'ultimo primo ministro eletto della Repubblica di Estonia e leader del governo clandestino estone, tenne un discorso radiofonico il 7 febbraio in cui implorava tutti gli uomini in grado di combattere nati dal 1904 al 1923 ad arruolarsi nelle SS. Tale presa di posizione rappresentò un cambio di pensiero rispetto agli anni precedenti, poiché in passato Uluots si era opposto all'ipotesi di una mobilitazione estone, ritenendola contraria alla convenzione dell'Aja. Uluots sperava che, impegnandosi in una simile guerra, l'Estonia avrebbe attirato il sostegno degli occidentali per la causa dell'indipendenza dall'URSS. La chiamata alle armi trovò riscontro in tutto il Paese: i ben 38 000 volontari che risposero rallentarono il procedimento di coscrizione (saliti a 50 000 entro la fine dell'anno). Le procedure di formazione della Legione estone volontaria creata nel 1942 furono delineate solo in parametri generali e, per questo, più tardi vennero meglio specificate, in modo da avviare un processo che le avrebbe permesso di assomigliare a una normale divisione di coscrizione delle SS Waffen nel 1944: prese così forma la 20. Waffen-Grenadier-Division der SS (1ª estone). Le unità che la componevano, in gran parte estoni, obbedivano alle direttive di ufficiali tedeschi e vennero dispiegate sulla linea della Narva per tutto il 1944. Inoltre, si formarono sei battaglioni di difesa di frontiera. Nell'autunno del 1944, si stima che fossero attivi sul fronte tanti estoni quanti ne furono dispiegati nella guerra d'indipendenza estone, in totale circa 100 000 uomini.

#### Narva

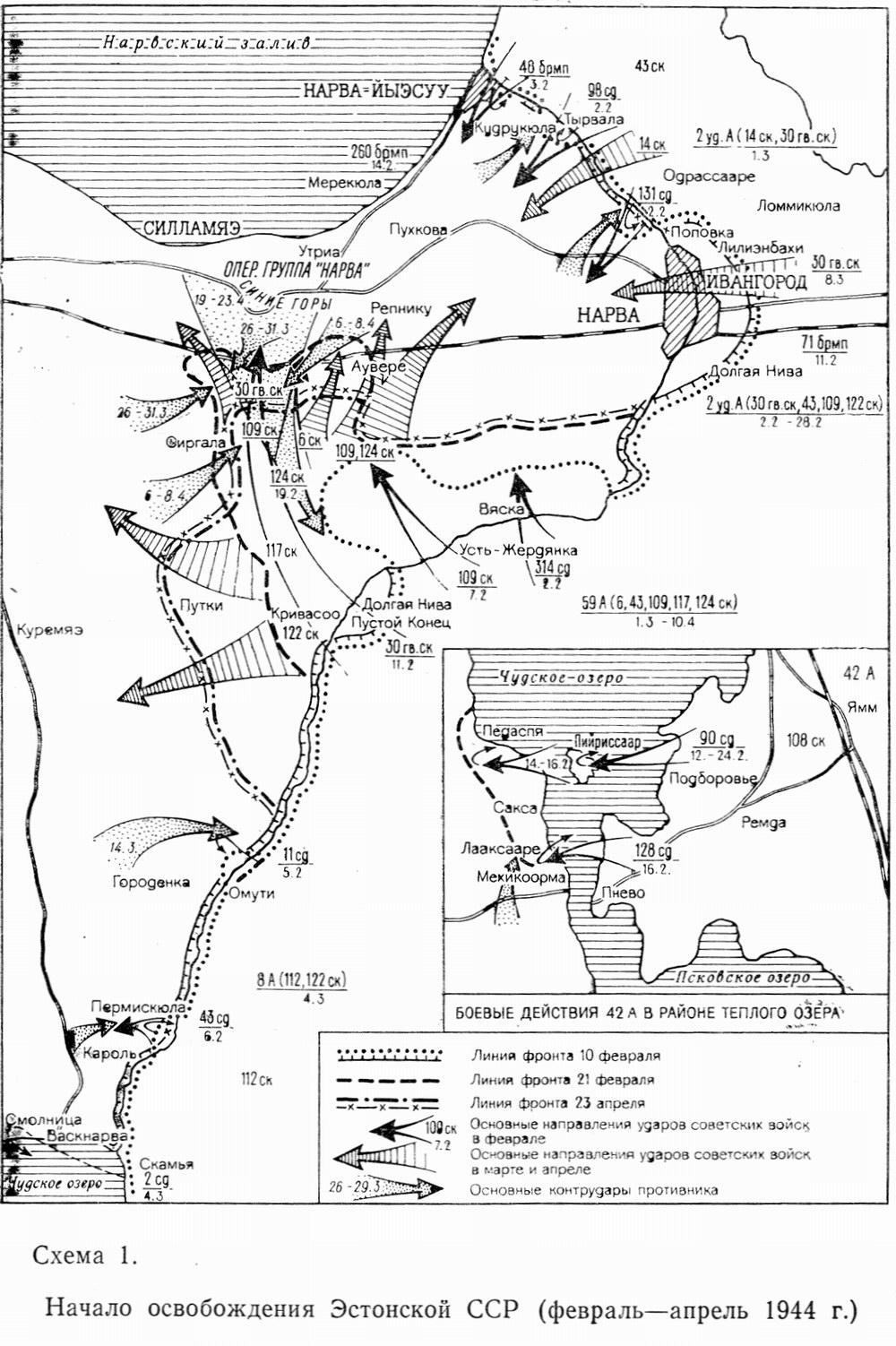
Mappa sovietica che mostra le disposizioni relative alle procedure di riconquista dell'Estonia (febbraio-aprile 1944)

L'offensiva sovietica Kingisepp-Gdov, iniziata in data 1º febbraio, raggiunse il fiume Narva il giorno successivo. Le unità sovietiche della 2ª Armata d'assalto e dell'8ª Armata stabilirono diverse teste di ponte sulla riva occidentale a nord e sud della città di Narva. Il 7 febbraio, l'8ª Armata tentò di spingersi nella palude di Krivasoo, alle porte meridionali di Narva, tagliando la ferrovia Narva-Tallinn a scapito del III SS-Panzerkorps (germanisches). Il quartier generale del Fronte di Leningrado non fu in grado di sfruttare l'opportunità di circondare il piccolo gruppo d'armate tedesco, che certo si trovava in una difficile situazione per via della superiorità numerica degli avversari. Allo stesso tempo, il 108º Corpo di fucilieri sovietico fece sbarcare le sue unità attraversando il lago dei Ciudi per stabilire un punto di appoggio nei dintorni del villaggio di Meerapalu. Per pura coincidenza, la divisione estone diretta verso il fronte di Narva raggiunse l'area proprio in quel momento. Nella battaglia del 14-16 febbraio, il 1º Battaglione, Reggimento di granatieri volontari delle SS 45 Estland (1° estone) e un battaglione del 44º Reggimento fanteria (composto da personale della Prussia orientale) annientarono le truppe sovietiche sbarcate. In contemporanea, avvenne lo sbarco presso Mereküla (contea di Pärnumaa), sul lato opposto del villaggio, ad opera della 260ª Brigata fanteria navale indipendente sovietica, dietro le linee del Gruppo Sponheimer: il piano fallì e l'unità anfibia fu quasi completamente annientata.

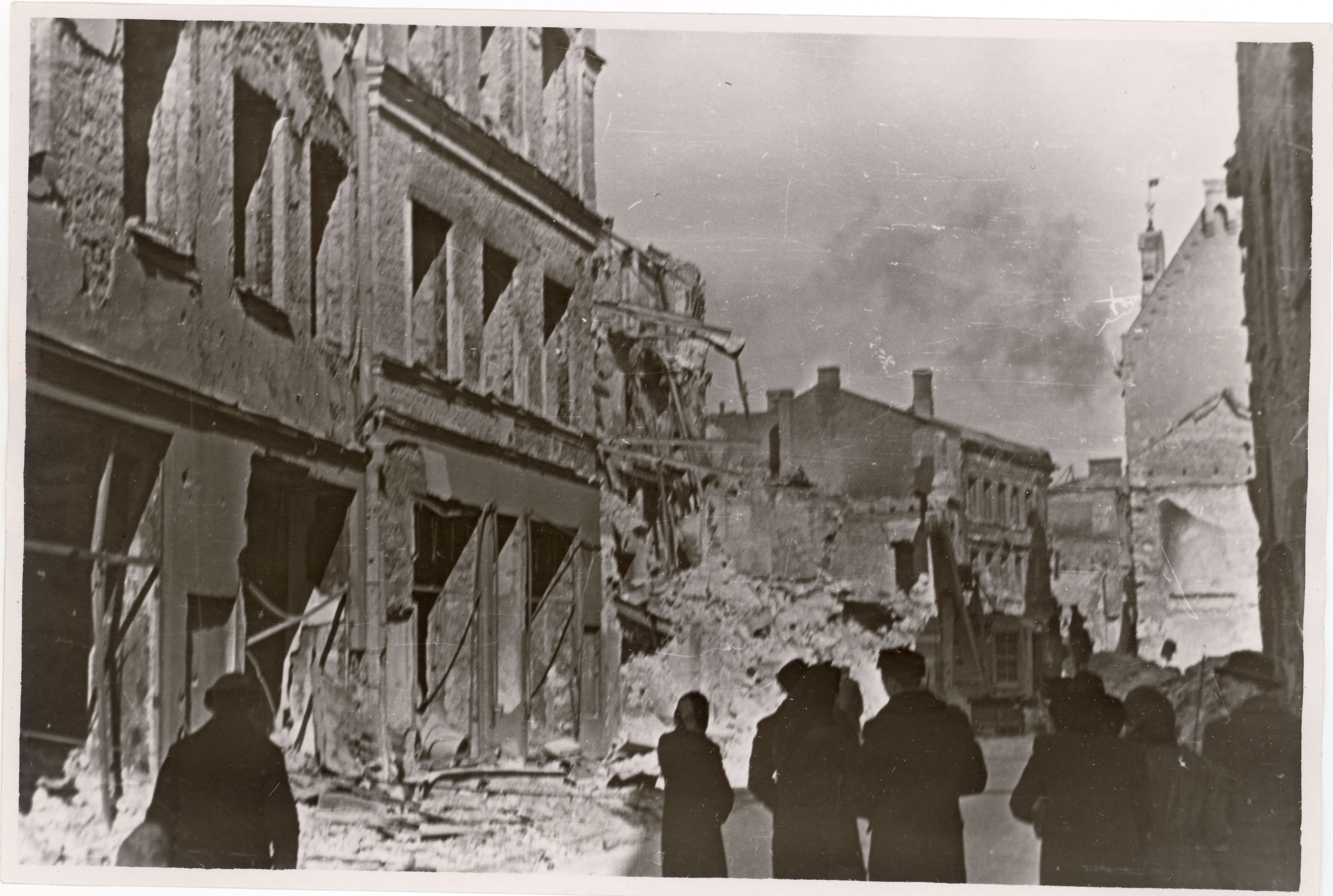
La città vecchia di Tallinn dopo i bombardamenti dell'aeronautica militare sovietica nel marzo 1944

La 2ª Armata d'assalto lanciò una nuova offensiva alla volta di Narva verso metà febbraio sia dalle teste di ponte a nord sia da quelle a sud della città, allo scopo di circondare la III SS-Panzerkorps (germanisches). Dopo feroci combattimenti, l'esercito sovietico decise di interrompere le operazioni il 20 febbraio. Dalla metà di gennaio ai primi di giorni di marzo, il Fronte di Leningrado aveva registrato 75 000 perdite tra gli uomini che partecipavano all'offensiva strategica Leningrado-Novgorod.
La tregua tra le offensive servì a rinforzare entrambi i contingenti con truppe fresche. Il 24 febbraio, giorno dell'indipendenza estone, iniziò il contrattacco della cosiddetta dei reggimenti di granatieri formati da volontari estoni per eliminare le teste di ponte sovietiche. Gli attacchi ottennero un discreto successo: un battaglione di estoni guidati da Rudolf Bruus distrusse una testa di ponte sovietica, mentre un altro gruppo, guidato da Ain-Ervin Mere, ne sradicò un'altra a Vepsküla. L'assalto del 2º Reggimento estone, comandato dallo Standartenführer Paul Vent, si diresse verso la testa di ponte sovietica di Siivertsi e le operazioni per distruggerla si conclusero con successo il 6 marzo, costringendo il Fronte di Leningrado a concentrare ben 9 corpi a Narva contro le 7 divisioni e una brigata ostili.
L'offensiva sovietica di Narva dei primi giorni di marzo (1-4 marzo 1944) iniziò a sud-ovest con l'obiettivo di superare e circondare la cittadella. Il corpo di fucilieri della 59ª armata circondò la 214ª Divisione fanteria e il 658º e il 659º battaglione orientale dell'Estonia, i quali continuarono a resistere. Ciò diede al distaccamento d'armata "Narwa" tempo sufficiente per mobilitare tutte le unità disponibili e respingere l'offensiva.
Un'incursione aerea sovietica rase al suolo il centro storico barocco di Narva il 6 marzo 1944. L'attacco della 2ª Armata d'assalto si spostò verso Ivangorod, sulla sponda orientale del fiume Narva l'8 marzo. In contemporanea, si verificarono battaglie campali nel nord dell'insediamento, dove il 14º Corpo di fucilieri sovietico, con l'ausilio dall'artiglieria dell'8º Corpo di fucilieri estoni, tentò di sfondare la difesa tedesca composta dai reggimenti degli estoni filo-nazisti. Gli attacchi vennero respinti e le perdite sovietiche furono notevoli.
Gli attacchi aerei sovietici contro i civili nelle città del Paese baltico erano finalizzati a punire i «traditori estoni» e farli desistere dalla collaborazione con i nazisti. L'aviazione a lungo raggio sovietica colpì Tallinn nella notte precedente al 9 marzo. Circa il 40% dello spazio abitativo finì distrutto e centinaia di persone rimasero senza un tetto; i civili morti furono 500. Il risultato dei bombardamenti si rivelò controproducente, in quanto gli estoni avvertirono i sovietici come una minaccia e preferirono rispondere alla chiamata alle armi tedesca.
Sei divisioni, i veicoli corazzati e l'artiglieria del 109º Corpo di fucilieri sovietici e il 6º Corpo di fucilieri appena giunto presero parte all'ennesima offensiva di Narva (18-24 marzo 1944), diretta verso la stazione ferroviaria di Auvere. La 61ª Divisione fanteria tedesca, sia pur provata dalle lotte, riuscì a mantenere il controllo delle posizioni difensive. Il 26 marzo, il Kampfgruppe Strachwitz respinse la prima linea delle truppe d'assalto dell'8ª Armata sovietica all'estremità occidentale della testa di ponte di Krivasoo, mentre invece la sezione orientale cedette il 6 aprile. Ispirato dal successo, il kampfgruppe cercò di eliminare del tutto la presenza dei sovietici nella zona, non riuscendo tuttavia a procedere per via del disgelo primaverile che aveva reso impraticabile la palude per il suo squadrone di carri armati. Alla fine di aprile, i due schieramenti a Narva apparivano esausti, tanto che da allora aleggiò sul fronte una situazione di relativa calma perdurata fino alla fine di luglio del 1944.

#### Colline di Sinimäed

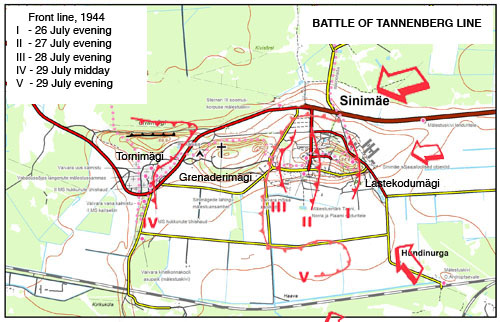
Battaglia della linea di Tannenberg, 26–29 luglio 1944

L'8ª Armata sovietica lanciò l'attacco iniziale dell'offensiva di Narva alla stazione ferroviaria di Auvere. Il 44º Reggimento fanteria ed il 1º Reggimento estone lo respinsero, infliggendo pesanti perdite ai sovietici. Il III. SS-Panzer Korps venne evacuata da Narva e, in data 26 luglio, il fronte si spostò sulla linea Tannenberg, per la precisione nei pressi delle colline di Sinimäed, indicate, da ovest a est, con i nomi convenzionali collina 69.9 (Tornimägi), collina Granatiere (Põrguaugu mägi o Grenadierimägi) e collina Orfanotrofio (Lastekodumägi).
L'avanzata sovietica attaccò la linea Tannenberg conquistando una parte del Lastekodumägi, la più orientale delle tre colline. I tentativi sovietici di conquistare il resto delle alture fallirono il giorno seguente; ciononostante, il contrattacco tedesco del 28 luglio non scaturì nessun effetto e i carri armati sovietici ressero l'urto nemico. Le forze del III Corpo d'armata si insediarono a quel punto in una nuova posizione sul Grenaderimägi, la collina centrale.
Il culmine della battaglia della linea di Tannenberg si toccò con l'attacco sovietico del 29 luglio, quando le unità della 2ª armata d'assalto sovietiche soppressero la resistenza tedesca al Lastekodumägi; benché al contempo e il grosso delle forze tentò di spingersi verso Grenaderimägi, la resistenza avversaria si rivelò invalicabile. Poco dopo, carri armati sovietici circondarono il Grenaderimägi e la parte più occidentale del Tornimägi. Attirandole in un agguato, l'SS-Obergruppenführer Felix Steiner autorizzò i rimanenti sette carri armati a colpire le forze corazzate sovietiche, riuscendo così a riconquistare il Grenaderimägi e a neutralizzare più di un centinaio di mezzi ostili. Dei 136 830 sovietici che iniziarono l'attacco di Narva, nel luglio 1944, ne sopravvivevano alcune migliaia e il grosso dei reggimenti dei carri armati sovietici non era più disponibile o necessitava di numerose riparazioni. Giunti in fretta nuovi rinforzi, l'Armata Rossa proseguì i suoi attacchi: lo Stavka chiese la distruzione del distacco dell'esercito "Narwa" e la conquista della città di Rakvere entro il 7 agosto. La 2ª armata d'assalto tornò numericamente a 20 000 soldati prima del 2 agosto, senza esser fino ad allora riuscita a fare breccia tra le linee nemiche e avendo seguito sempre le medesime tattiche. Il generale Leonid Govorov completò l'offensiva sovietica il 10 agosto.

#### Estonia sud-orientale
Fallito il tentativo degli estoni di riconquistare le tre colline, il combattimento si spostò a sud del lago dei Ciudi. L'offensiva sovietica di Tartu aveva tra gli scopi principali la ripresa della città di Pečory. Il 10 agosto, la 67ª Armata sovietica prevalse sul XXVIII Corpo d'armata. La 43ª Divisione fucilieri conquistò la città di Võru il 13 agosto, costringendo le truppe della 18ª Armata a posizionarsi sulle rive del fiume Gauja e del Väike Emajõgi. Le unità tedesche, sostenute dal gruppo di milizie in cui si erano fusi i locali noto come Omakaitse, fortificarono le proprie postazioni lungo il Väike Emajõgi e respinsero gli svariati tentativi sovietici di attacco fino al 14 settembre. Nel frattempo, l'avanzata dell'Armata Rossa riuscì a procedere più a sud, in Lettonia.
L'Heeresgruppe Nord incaricò della difesa di Tartu il Kampfgruppe Wagner, che mancava di truppe sufficienti per gestire la linea. Il 23 agosto, il 3° Fronte baltico scatenò la sua artiglieria contro le postazioni difensive ostili nel villaggio di Nõo, a sud-est di Tartu. La 282ª Divisione fucilieri sovietica, la 16ª Brigata carri e due reggimenti di artiglieria semoventi oltrepassarono la linea allestita dai nazisti e si fermarono presso il ponte Kärevere, strategicamente importante perché posizionato sul fiume Emajõgi, a ovest di Tartu. Il 25 agosto, grazie al supporto di unità corazzate e dell'artiglieria, tre divisioni di fucilieri sovietiche conquistarono la città e stabilirono una testa di ponte sulla riva settentrionale del fiume Emajõgi.
In base a un accordo raggiunto in seguito con i tedeschi nell'agosto 1944, agli estoni operativi su fronti esteri venne promessa l'amnistia se avessero scelto di tornare in patria e combattere nelle SS. Accettato l'invito, il I battaglione dei "ragazzi della Finlandia", i battaglioni di polizia estoni 37 e 38 e uno squadrone di carri armati vennero subito impiegati e distrussero la testa di ponte di due divisioni sovietiche ad ovest della città di Tartu entro il 30 agosto, oltre a riacquisire il ponte di Kärevere. Il 4 settembre, l'operazione ideata da Alfons Rebane, Paul Vent e l'Oberstleutnant Meinrad von Lauchert, funzionale a riprendere possesso di Tartu, si concluse con un insuccesso.

#### Offensiva del Baltico

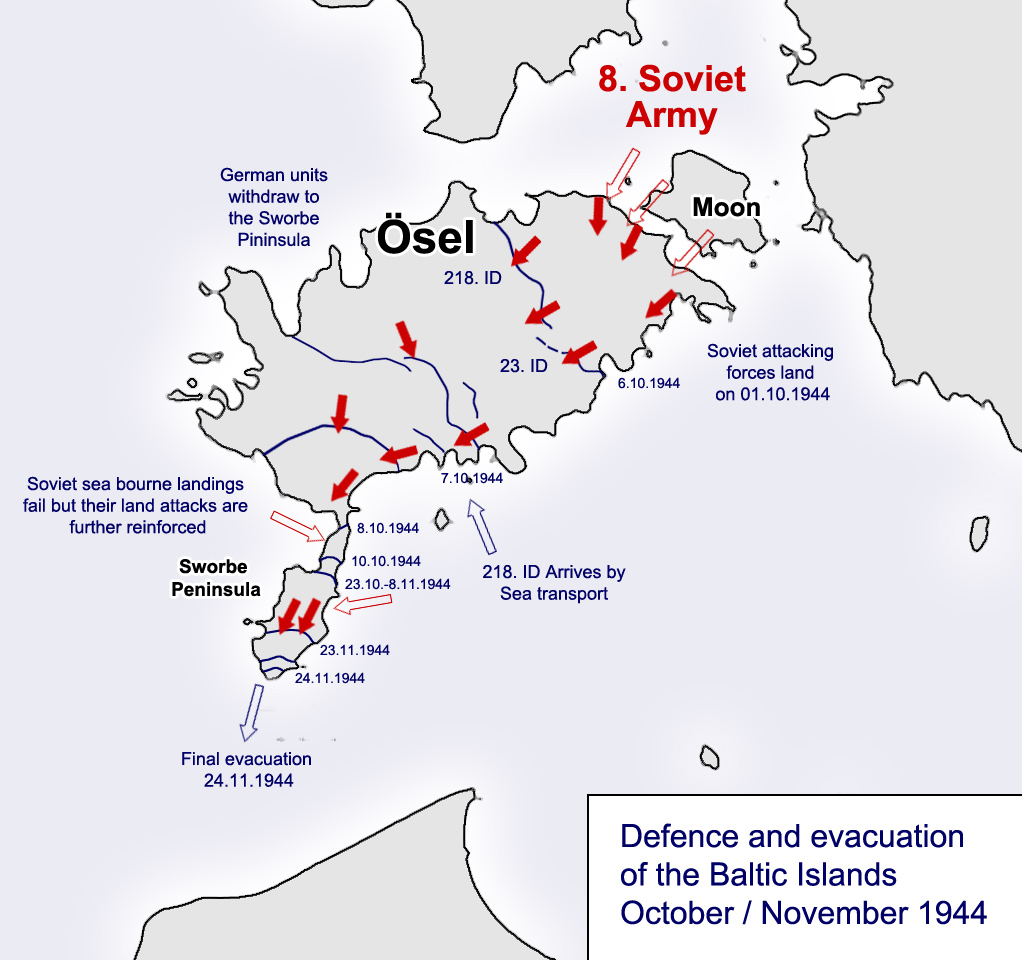
Offensiva sovietica su Saaremaa nell'ottobre-novembre 1944

Quando la Finlandia abbandonò la guerra il 4 settembre 1944 in base all'accordo di pace da lei stipulato con l'URSS, la difesa della terraferma divenne praticamente impossibile e il comando tedesco decise il giorno seguente di ritirarsi dall'Estonia, nonostante il rifiuto di Hitler, il quale auspicava di mantenere ancora la posizione. L'Armata Rossa concentrò la propria offensiva verso Riga il 14 settembre e sbaragliò durante il percorso l'intera linea di difesa dell'esercito tedesco, la quale si estendeva dalla città di Madona, in Lettonia, fino alla foce del fiume Väike Emajõgi. Il segmento estone che collegava la stazione ferroviaria di Valga al lago di Võrtsjärv fu attaccato dal 3° Fronte baltico. Ancora una volta, gli scontri si rivelarono assai cruenti: il XXVIII Corpo d'armata tedesco e i battaglioni Omakaitse riuscirono a non arretrare, nonostante la superiorità numerica dell'avversario fosse evidente.
L'offensiva sovietica di Tallinn della 2ª Armata d'assalto iniziò nella prima mattinata del 17 settembre. Dopo una copiosa raffica di artiglieria ed esplosivi lanciati contro il II Corpo della Wehrmacht, l'8º Corpo di fucilieri estoni, il 30º Corpo di fucilieri della guardia e il 108º Corpo di fucilieri attraversarono l'Emajõgi nel segmento anteriore largo 25 km verso est da Tartu e passarono all'offensiva, forti del supporto corazzato e di quello aereo. Il perimetro difensivo del II Corpo d'armata venne penetrato e solo gli uomini di Alfons Rebane, collocati vicino a Tartu, riuscirono a resistere, sebbene al prezzo di molte vite. I gruppi che operavano più a nord dell'Heeresgruppe Nord rischiarono seriamente a quel punto di essere circondati e distrutti. Ferdinand Schörner ordinò al gruppo d'armate Narwa di abbandonare le difese della linea Emajõgi e il fronte di Narva da evacuare dall'Estonia continentale.
Gli scontri assunsero il carattere di guerra civile quando gli estoni filo-sovietici attaccarono e uccisero i connazionali fatti prigionieri nella battaglia di Porkuni: i soldati feriti si rifugiarono nella chiesa di Avinurme.
La resistenza contro i sovietici continuò nell'arcipelago di Moonsund fino al 23 novembre 1944, quando i tedeschi abbandonarono la penisola di Sõrve.

### Tentativi di ripristino dell'indipendenza (estate 1944)

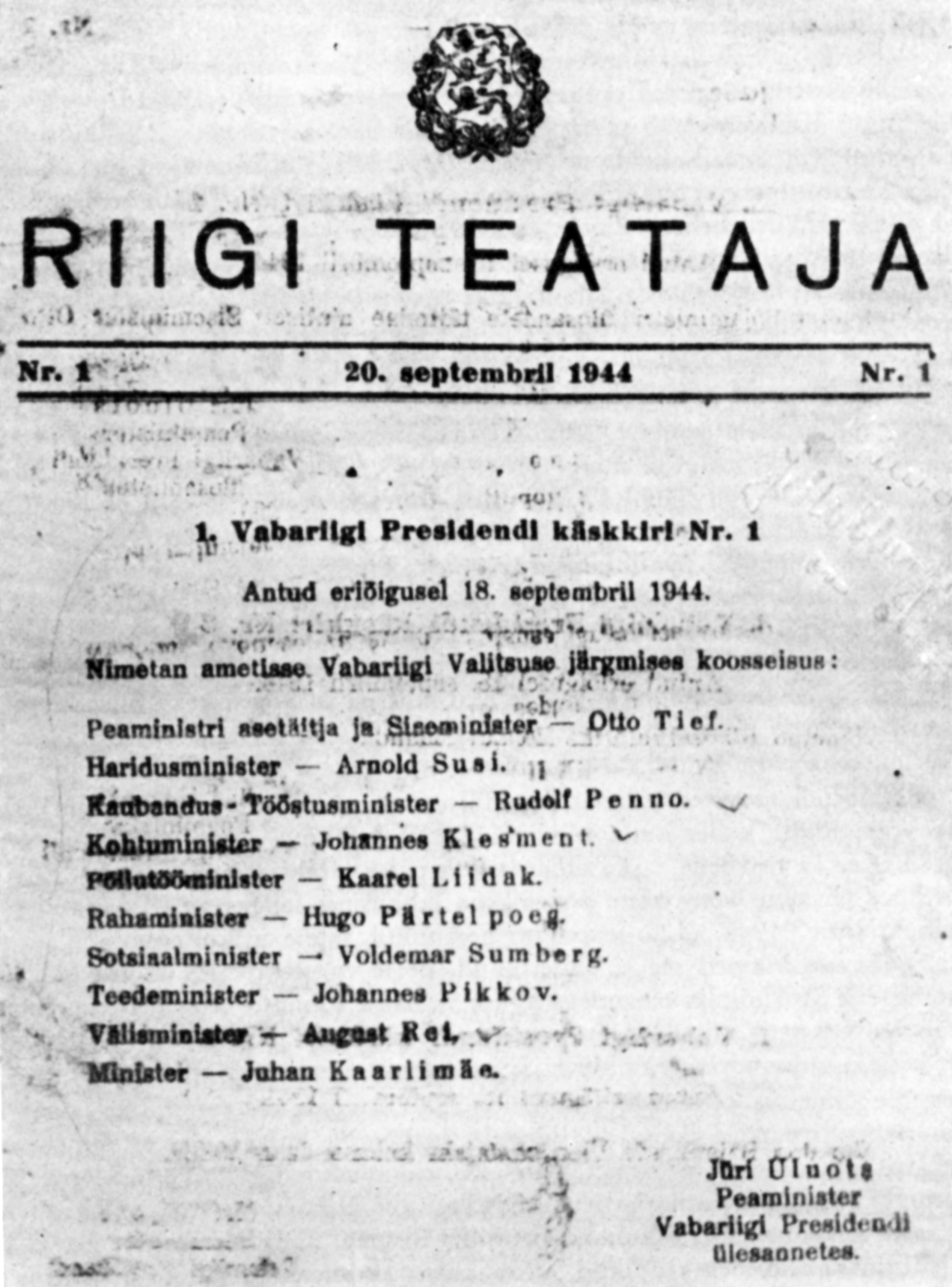
Proclama del 18 settembre 1944 sul quotidiano Riigi Teataja in cui si indicano i membri del governo dell'Estonia

Il 1º agosto 1944 il Comitato Nazionale della Repubblica di Estonia, che si proponeva come organo di rappresentanza governativo durante il conflitto, emise un manifesto intitolato «Al popolo estone», nel quale comunicava la volontà dei suoi rappresentanti, quasi tutti membri del legittimo parlamento soppresso nel 1940, di ripristinare l'autonomia e il funzionamento dell'impianto statale. Tra le righe, il documento invitava gli estoni a trovare coraggio, «nonostante l'occupazione del territorio estone e gli atti di violenza compiuti in violazione delle norme generalmente accettate del diritto internazionale». A parte altri messaggi patriottici quali «per millenni, i nostri antenati hanno combattuto per la libertà della loro terra» o «anche i colpi più duri del destino non hanno potuto intaccare la resilienza e la fede del popolo estone», il documento conserva un valore storico importante perché si trattò del principale tentativo compiuto dai politici baltici di ribadire la propria volontà di preservare una propria autonomia a prescindere da come si sarebbe concluso il conflitto globale.
Mentre i tedeschi si ritiravano, il 18 settembre 1944 Jüri Uluots formò un governo avvalendosi dell'ausilio dal vice primo ministro Otto Tief, il quale ne prese poi il posto. Nello stesso giorno, venne proclamato il governo nazionale estone e le forze locali presero possesso degli edifici governativi sulla collina di Toompea a Tallinn ed intimarono i tedeschi di andarsene. I 4 giorni in cui l'Estonia esistette politicamente anche de iure furono gli unici in 47 anni. Il 20 settembre la bandiera nazista su Ermanno il Lungo (Pikk Hermann) venne rimossa e rimpiazzata dal vessillo estone. Il 22, l'Armata Rossa espugnò Tallinn e il tricolore estone sulla torre di Tallinn venne sostituito da una bandiera sovietica. Dopo l'evacuazione delle forze tedesche, le unità militari estoni sotto il comando del retroammiraglio Johan Pitka continuarono a resistere all'Armata Rossa, venendo poi sconfitte dalle forze sovietiche nelle battaglie svoltesi il 23 settembre ad ovest di Tallinn vicino a Keila e Risti.
Il governo clandestino estone, non ufficialmente riconosciuto né dalla Germania nazista né dall'Unione Sovietica, fuggì a Stoccolma, dove agì in esilio fino al 1992, quando Heinrich Mark, l'allora primo ministro della repubblica estone dalla Svezia, presentò le sue credenziali al neoeletto presidente dell'Estonia Lennart Meri. Il 23 febbraio 1989 la bandiera della RSS Estone venne ammainata su Ermanno il Lungo e rimpiazzata da quella blu, nera e bianca il giorno successivo, ancora oggi celebrato come festa dell'indipendenza estone.

### Rioccupazione sovietica (1944-1945)
Le forze sovietiche riconquistarono l'Estonia nell'autunno del 1944, al prezzo di numerosi scontri che interessarono soprattutto il nordest del paese sul fiume Narva e sulla linea Tannenberg. Il timore delle rappresaglie tedesche, unito alla paura di una nuova occupazione dall'Armata Rossa, aveva fatto lasciare l'Estonia a 60 000-80 000 persone, che si avventurarono via mare verso la Finlandia e la Svezia diventando, almeno coloro che sopravvissero alla traversata senza venire colpiti da navi o bombardamenti sovietici, rifugiati di guerra e, successivamente, in parte espatriati in circostanze controverse. 25 000 estoni raggiunsero la Svezia e altri 42 000 la Germania, ma già durante il corso del conflitto emigrarono in terra scandinava circa 8 000 svedesi residenti in Estonia e i loro familiari, a cui si accodarono 3 000 cittadini di nazionalità estone. Durante l'avanzata sovietica nei tre Paesi baltici, non mancarono casi di stupro. Alle porte del 1945, la campagna dell'Armata Rossa in Estonia poteva dirsi conclusa.

## Conseguenze

### Storiche

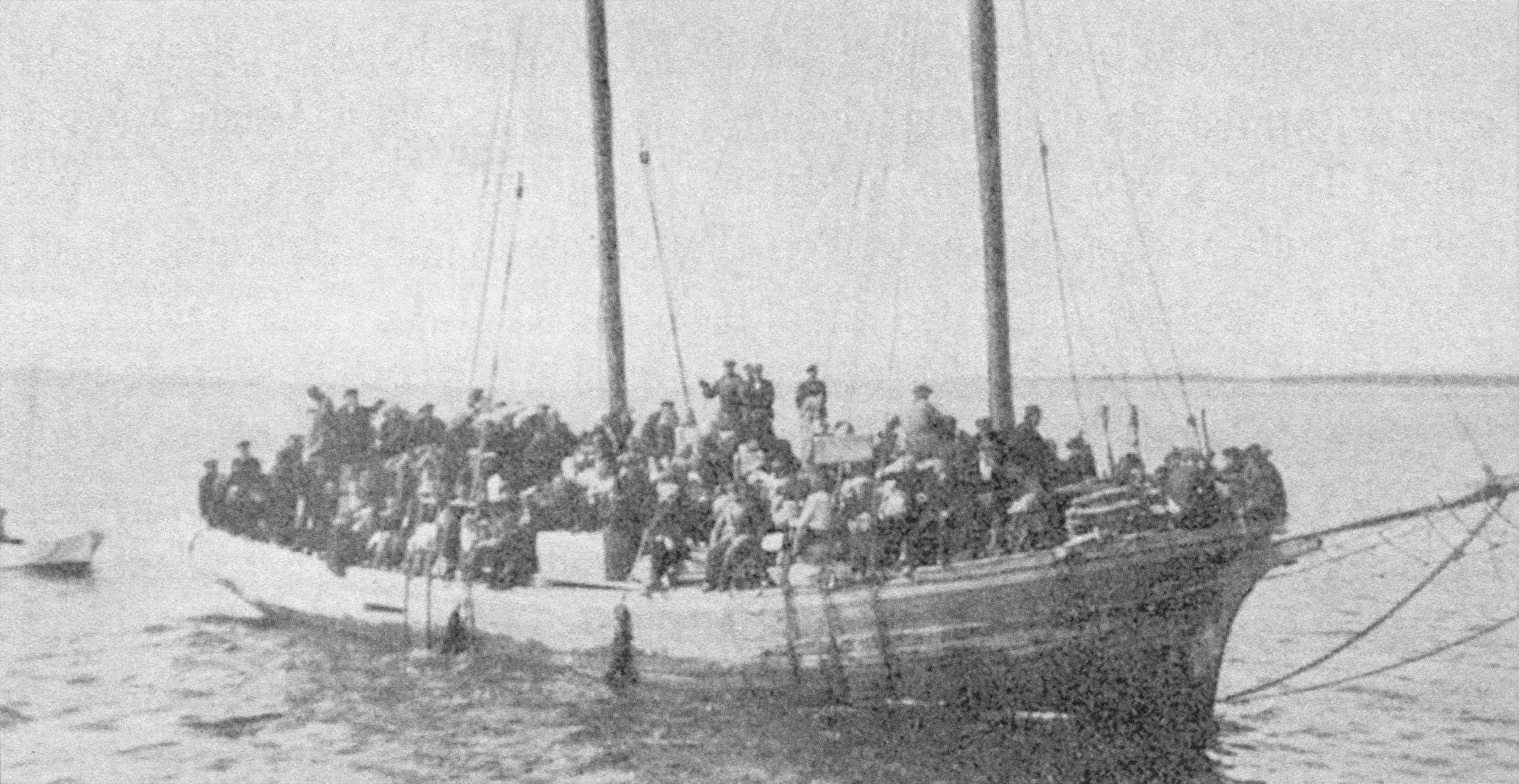
Gli estoni svedesi fuggono dall'occupazione sovietica in Svezia nel 1944

Dopo il ritiro dei tedeschi, mentre gli eventi bellici riguardavano ormai territori lontani dall'Estonia, circa 30 000 fratelli della foresta rimasero nascosti nelle fitte boscaglie estoni, preparandosi ad adottare la tattica dei sabotaggi e dei combattimenti su piccola scala a danno dei sovietici. Anche il comandante del 46º Reggimento granatieri SS, Friedrich Kurg, trovò rifugio con la maggior parte dei suoi uomini nelle foreste della zona.
Nel 1949, si contavano ancora 27 650 truppe impiegate contro i fratelli della foresta, responsabili della morte di 4 800 russi e della cattura di 14 000 prigionieri, Solo la deportazione di massa del 1949 (operazione Priboi), quando vennero allontanate circa 21 000 persone, permise un declino dei movimenti di resistenza, diffusisi anche in Lettonia e Lituania. La resa di 6 600 rivoltosi avvenuta nel novembre del 1949 si rivelò un duro colpo per gli insorti, così come la promessa di amnistia per le loro azioni proclamata da Mosca nel 1953, ma la scomparsa pressoché definitiva dei gruppi di resistenza si verificò a seguito del fallimento dell'insurrezione ungherese, quando i 700 uomini ancora attivi decisero di cessare le attività di guerriglia. Secondo i dati sovietici, fino al 1953, si disarmarono 20 351 ribelli, ma il numero sarebbe stato destinato a crescere. Disillusi dalla speranza di attirare l'interesse del mondo occidentale sulle vicende che li riguardavano, le ultime cellule rimaste scomparvero una ad una con relativa celerità. August Sabbe, uno degli ultimi combattenti ancora operativo in Estonia ad essere trovato, venne scoperto dagli agenti del KGB nel 1978 e, durante la fuga, si gettò in un corso d'acqua e preferì annegare.
Durante il primo decennio postbellico del regime sovietico, l'Estonia venne amministrata da governatori estoni nati in Russia inviati da Mosca. Nati in famiglie di nativi estoni trasferitesi in Russia, essi erano cresciuti nel periodo delle purghe staliniane e molti di loro avevano servito nell'Armata Rossa, più precisamente nel corpo di fucilieri estoni: in pochi avevano appreso la lingua estone.

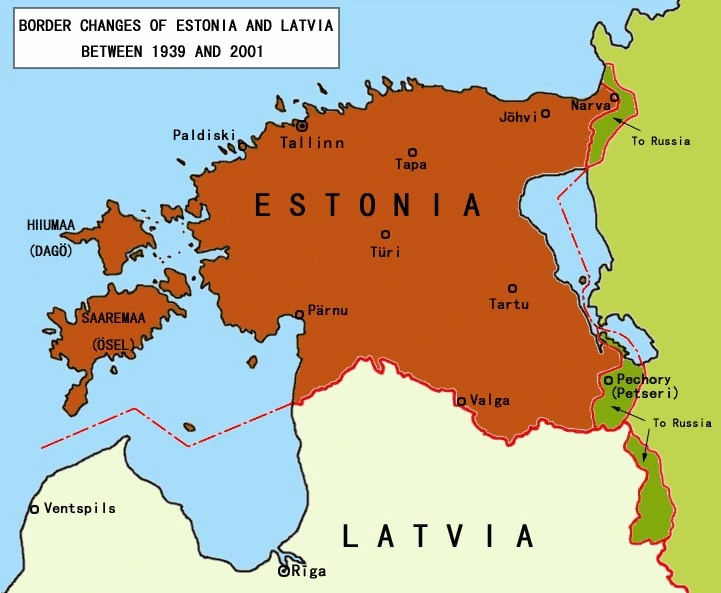
Mutamenti della frontiera estone dopo la seconda guerra mondiale

Sebbene gli Stati Uniti e il Regno Unito, alleati dell'URSS contro la Germania durante la seconda guerra mondiale, accettarono di fatto l'occupazione della Repubblica di Estonia da parte dell'URSS alla conferenza di Jalta nel 1945, le altre potenze occidentali non riconobbero de iure l'annessione dell'Estonia da parte dell'URSS nel 1940 e nel 1944, ritenendola non in linea con i dettami della dichiarazione di Welles del 23 luglio 1940. Il servizio diplomatico estone continuò ad operare in molti paesi in nome dei vecchi governi, con la situazione anomala che cessò al momento del ripristino dell'indipendenza dell'Estonia nel 1991.
La Federazione Russa, lo Stato successore dell'Unione Sovietica, pose successivamente fine alla sua presenza militare nella Repubblica d'Estonia, ritirando le sue ultime truppe nell'agosto 1994 e rinunciando al controllo delle strutture del reattore nucleare di Paldiski nel settembre 1995.

### Civili
Allo stesso modo delle cifre relative alle vittime causate dalla prima occupazione sovietica, risulta altrettanto complicato ricostruire i numeri relativi all'occupazione nazista e al reinsediamento di Mosca.
Con riferimento alla parentesi nazista, i dati ufficiali sovietici resi pubblici in epoca postbellica hanno permesso di concludere che in Estonia furono trucidati 61 000 civili e catturati 64 000 prigionieri di guerra. La ricostruzione dei dati avvenne anche grazie alle indagini effettuate dalla commissione della Repubblica estone, istituita alla fine del 1944 per valutare e indagare sui crimini commessi e sui danni causati dalle autorità naziste. Non tutta la storiografia concorda sulla veridicità dei dati. Come sostiene lo storico Juhan Kahk, ci sono seri dubbi sull'affidabilità di queste cifre: va infatti notato che solo quando la vittima veniva identificata, si procedeva a registrarne la morte. Pertanto, questo metodo di attestazione non può permettere di concludere che la cifra di 61 000 civili uccisi durante l'occupazione tedesca sia attendibile. Sempre secondo questa ricostruzione, anche le cifre sul numero di prigionieri di guerra assassinati o morti per malattie o altre cause, sono da ritenersi imprecise. Alla luce delle premesse appena indicate, lo storico Raun ritiene plausibile considerare la morte di più di 100 000 estoni.
Concentrando invece l'attenzione sulle operazioni militari avvenute nel 1944, secondo i dati sovietici la riconquista del territorio estone costò loro 126 000 vite. Si ignorano le cifre ufficiali delle truppe messe in campo dall'Unione Sovietica, ma alla luce dell'intensità dei combattimenti al fronte la ricostruzione più realistica appare quella secondo cui nella sola battaglia di Narva fossero stati impiegati 480 000 uomini. Fonti tedesche raccontano di 30 000 morti, ritenuti improbabili e invece vicini ai 45 000. A giudizio di Prit Buttar, considerata la situazione estremamente concitata, il vero conto delle vittime resterà per sempre un mistero ed è difficile persino tentare di azzardare un numero indicativo.
In conclusione, le perdite causate dalla seconda guerra mondiale in Estonia, stimate al 23,9% della popolazione (271 200 su 1 136 400), risultarono, in termini percentuali, tra le più alte d'Europa. Se per ricostruire una quota totale si volesse dare uno sguardo unicamente ai documenti disponibili, il computo delle vittime accertate risulterebbe più contenuto, in quanto si fermerebbe a 81 000 estoni. Il dato comprende altresì le morti causate dalle deportazioni ed esecuzioni naziste e sovietiche, oltre che i decessi dovuti all'Olocausto.

#### Olocausto
I primi riferimenti agli ebrei in Estonia risalgono all'età moderna, nello specifico al XIV secolo. Una presenza più stabile in Estonia cominciò ad essere segnalata nel XIX secolo, quando nel 1865 Alessandro II di Russia garantì il diritto di stabilirsi nella regione a chi possedesse un titolo universitario. Nel 1867 vi erano 657 ebrei in Estonia, saliti a 5 500 poco prima della grande guerra, di cui meno del 10% viveva fuori città.

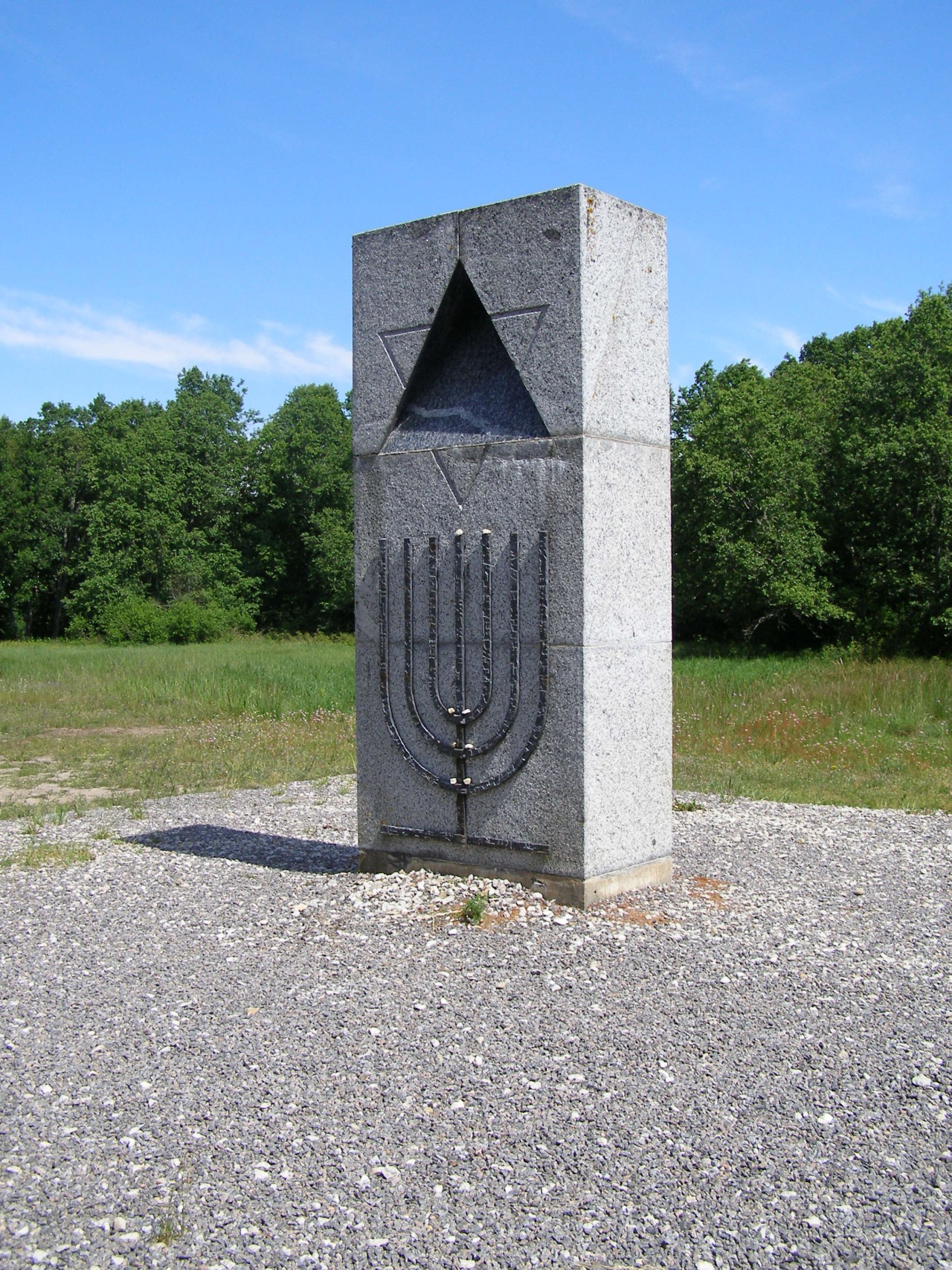
Lapide commemorativa dell'Olocausto presso il sito del campo di concentramento di Klooga, aperto il 24 luglio 2005

La creazione della Repubblica d'Estonia nel 1918 segnò l'inizio di una nuova era per gli ebrei. Circa 200 semiti parteciparono ai combattimenti nelle guerre d'indipendenza e 70 di essi erano volontari. Sin dai primi giorni della sua esistenza come Stato, l'Estonia mostrò tolleranza nei confronti di tutti i popoli che vivevano sul suolo nazionale. Il 12 febbraio 1925 il governo estone approvò una legge relativa all'autonomia culturale delle minoranze. Nel giugno 1926 fu eletto il Consiglio culturale ebraico e fu dichiarata l'autonomia culturale ebraica. Il provvedimento suscitò grande approvazione, come dimostra una lettera di ringraziamento inviata dalla comunità ebraica al governo.
Al tempo dell'occupazione sovietica nel 1940, si contavano circa 4 000 ebrei estoni: nello stesso anno, l'autonomia culturale ebraica fu immediatamente abolita e le istituzioni culturali ebraiche chiuse. Molti ebrei, stimati in 500 persone, furono deportati in Siberia assieme ad altri estoni dai sovietici. Tra i 2 000 e i 2 500 riuscirono a lasciare il Paese durante questo periodo e dei circa 4 300 ebrei in Estonia prima della guerra, più di 1 000 furono arrestati dai nazisti. Si stima che 10 000 ebrei furono uccisi in Estonia dopo essere stati deportati in campi lì presenti da altre parti dell'Europa orientale. Le persecuzioni non risparmiarono inoltre nemmeno gli estoni di etnia russa. A differenza degli altri due Paesi baltici, la percentuale di popolazione di origine ebraica era di netto più bassa e le manovre di sterminio furono più celeri. L'Estonia fu infatti presto dichiarata Judenfrei, priva di ebrei.
Furono sette gli estoni a essere accusati da un tribunale per crimini contro l'umanità: Ralf Gerrets, Ain-Ervin Mere, Jaan Viik, Juhan Jüriste, Karl Linnas, Aleksander Laak e Ervin Viks. Dopo il ripristino dell'indipendenza estone, è stata istituita la commissione internazionale estone per i crimini contro l'umanità. Inoltre, il governo estone dispose la costruzione di svariate lapidi commemorative, in particolare in occasione del 60º anniversario delle esecuzioni di massa condotte nei campi di Lagedi, Vaivara e Klooga nel settembre 1944.
Nel maggio 2005, il primo ministro estone Andrus Ansip ha tenuto il seguente discorso durante la sua visita a Klooga:
Nel resoconto del 2006 sullo stato delle indagini e delle azioni giudiziarie contro i criminali di guerra nazisti stilato dal Centro Simon Wiesenthal, all'Estonia (come per Austria, Lituania, Norvegia, Romania, Svezia, Siria e Ucraina) è stato assegnato il grado di Categoria F, ovvero "Fallimento totale" («Paesi, che in linea di principio rifiutano di indagare, per non dire perseguire, sospetti criminali di guerra nazisti»).

### Economiche

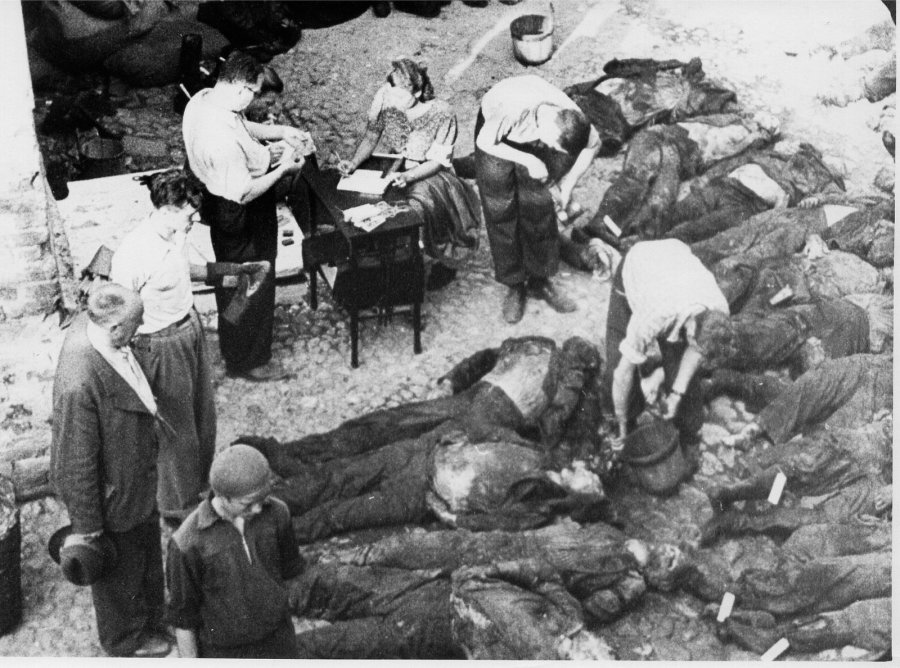
Vittime dell'NKVD a Tartu nel luglio del 1941

La società cooperativa di vendita all'ingrosso estone, la compagnia di carne destinata all'esportazione e l'associazione centrale delle cooperative dei caseifici furono tra le prime a lamentare dei gravi danni sin dalla prima occupazione sovietica. Il settore primario, già compromesso per via delle deportazioni sovietiche che avevano sottratto manodopera, fu ulteriormente danneggiato per via della distruzione di 247 fattorie nell'estate del 1941. Nel 1943, rispetto a 24 mesi prima, il totale dei suoli coltivati era diminuito del 40%. I dati zootecnici del 1939 differivano dal 1942 nei seguenti valori: vi erano 30 600 (11%) meno cavalli, 239 800 (43%) meno bovini da latte, 223 600 (50%) meno maiali, 320 000 (67%) meno ovini e 470 000 (27,5%) meno polli. Solo il 12% delle terre confiscate dai sovietici tornò in mano ai precedenti proprietari prima del giugno 1944. Diverse apparecchiature tecnologiche furono portate in patria dai sovietici o distrutte, così come avvenne per le materie prime, i materiali semilavorati e i prodotti finiti. Non mancò infine nemmeno lo smantellamento dell'industria dello scisto bituminoso, ma a soffrire maggiormente fu il settore tessile. In alcuni rari casi i tedeschi furono in grado di riutilizzare le risorse lasciate indietro dai sovietici funzionali a proseguire il conflitto.
Gli incendi del 12 e 13 luglio coinvolsero, tra i numerosi edifici, anche il quartier generale della Lega di Difesa Estone, il campus della facoltà di veterinaria e di agricoltura dell'università di Tartu e altri edifici universitari. Nelle biblioteche pubbliche e nelle 135 private più importanti, tra cui quelle di Aino e Gustav Suits, poeta estone, e Aurora e Johannes Semper, scrittore e politico, arsero o finirono irrimediabilmente danneggiati circa 465 000 libri, molti materiali d'archivio e 2 500 opere artistiche.

## Giudizio storiografico
Il giudizio storiografico sugli eventi accaduti in Estonia durante la seconda guerra mondiale non è unanime.

### Corte europea dei diritti dell'uomo
Secondo la ricostruzione della Corte EDU, l'Estonia aveva perso la sua indipendenza a causa del trattato di non aggressione tra Germania e Unione delle Repubbliche socialiste sovietiche (noto anche come "Patto Molotov-Ribbentrop"), concluso il 23 agosto 1939, e dei suoi protocolli segreti. In seguito a un ultimatum relativo alla costituzione di basi militari sovietiche in Estonia nel 1939, nel giugno del 1940 ebbe luogo un ingresso su larga scala dell'esercito sovietico. Il legittimo governo del paese venne rovesciato per lasciar spazio a un esecutivo sovietico imposto con la forza. Il regime comunista dell'Unione Sovietica condusse azioni sistematiche e ad ampio raggio a scapito della popolazione estone, tra cui, ad esempio, la deportazione di circa 10 000 persone il 14 giugno 1941 e di oltre 20 000 il 25 marzo 1949. Dopo la seconda guerra mondiale, decine di migliaia di persone si nascosero nelle foreste per evitare la repressione da parte delle autorità sovietiche e alcune di esse resistettero attivamente agli occupanti. Secondo i dati degli organi di sicurezza, vennero uccise circa 1 500 persone e ne vennero arrestate quasi 10 000 durante l'esistenza dei gruppi di resistenza (1944-1953). Interrotta dall'occupazione tedesca nel 1941-1944, l'Estonia rimase occupata dall'Unione Sovietica fino al ripristino dell'indipendenza nel 1991.

### Governo estone

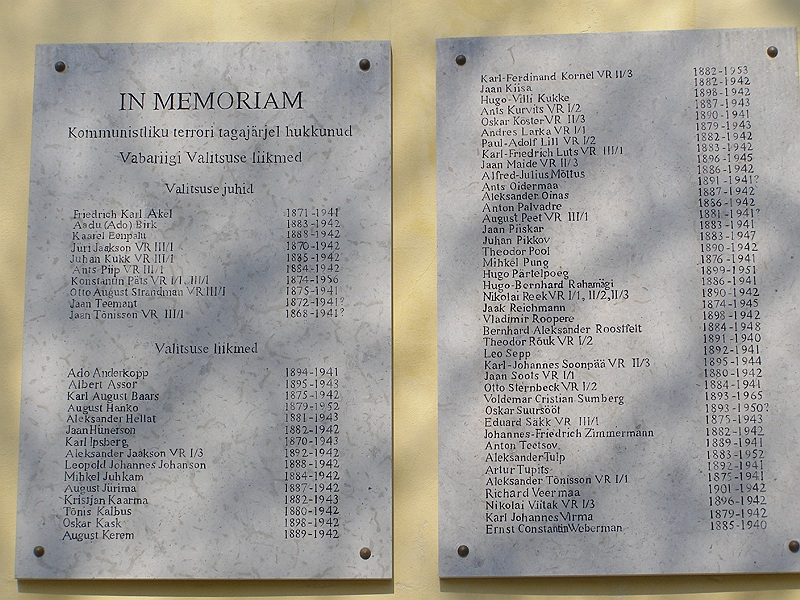
Targa commemorativa, posta sull'edificio del governo dell'Estonia, (Casa Stenbock) a Toompea con l'elenco delle vittime e dei membri del governo estone fucilati durante l'occupazione sovietica

Secondo la posizione del governo estone, l'occupazione dell'Estonia da parte dell'Unione Sovietica durò ininterrottamente cinque decenni, salvo la parentesi rappresentata dall'invasione nazista del 1941-1944. In seguito agli eventi della cosiddetta notte di bronzo del 2007, il gruppo conservatore nazionale UEN del Parlamento europeo ha presentato una proposta di risoluzione per riconoscere i 48 anni alla stregua di un'occupazione. La versione finale della risoluzione del parlamento europeo, tuttavia, riconobbe soltanto la perdita dell'indipendenza per l'Estonia tra il 1940 e il 1991 e che l'annessione compiuta dall'Unione Sovietica era da considerarsi illegittima perché contraria alle norme di diritto internazionale. È rimasta inascoltata la risoluzione presentata nel 2007 dal gruppo GUE/NGL di sinistra, a cui aveva aderito anche l'italiano Marco Rizzo, che condannava la ricollocazione da parte del governo estone del memoriale della seconda guerra mondiale.

### Ottica sovietica
Fino a quando non si assistette al revisionismo della storia sovietica in URSS, iniziato durante la perestrojka, ovvero prima che Mosca avesse rivelato pubblicamente l'esistenza del protocollo segreto del 1939 allegato al patto Molotov-Ribbentrop che aveva consentito di insediarsi nei tre Paesi baltici e nella Polonia, gli eventi accaduti nel 1939 nelle fonti sovietiche erano riportati come segue.
In quella che una volta era una provincia dell'Impero russo, il Governatorato dell'Estonia (in russo Эстляндская губерния?, Estlyandskaya guberniya), venne istituito un governo sovietico alla fine di ottobre 1917. Il 29 novembre 1918, a seguito di un proclama avvenuto a Narva, vide la luce una nuova entità politica, la Repubblica sovietica estone, malgrado essa durò per poco tempo in essere per colpa dei controrivoluzionari e del movimento dei bianchi, i quali ne causarono la dissoluzione nel 1919. Nel giugno 1940, le autorità sovietiche tornarono a governare in Estonia in concomitanza col rovesciamento della dittatura fascista nel paese tanto bramata dai cittadini.

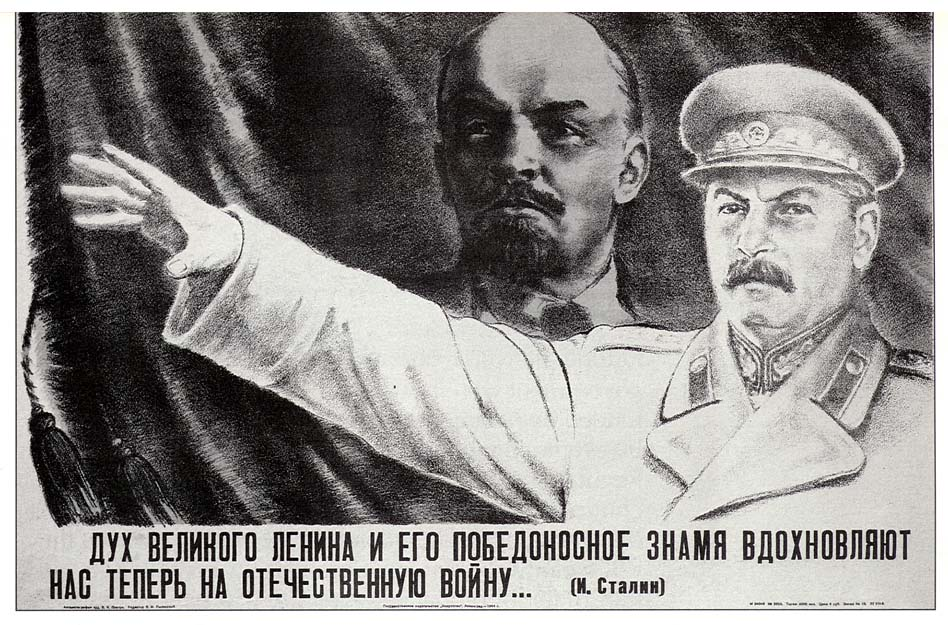
"Lo spirito del grande Lenin e il suo vessillo vittorioso ci ispirano nella grande guerra patriottica" (Stalin)

L'esecutivo dell'Unione Sovietica suggerì al governo dell'Estonia di concludere un trattato di mutua assistenza tra i due paesi. La pressione dei lavoratori estoni intimò il governo estone ad accettare questo suggerimento. Il 28 settembre 1939 venne firmato il patto di mutua assistenza, il quale consentiva all'URSS di stazionare un numero limitato di unità dell'Armata Rossa in Estonia. Le difficoltà economiche, l'insoddisfazione delle politiche del governo estone «che avevano sabotato l'adempimento del patto e corrotto il governo estone» e l'orientamento politico filo-nazista generarono una rivoluzione il 16 giugno 1940. Una nota del governo sovietico inviata all'esecutivo estone ricordò di attenersi rigorosamente al patto di mutua assistenza e, al fine di garantire l'adempimento dell'accordo, giunsero nuove unità militari in Estonia, accolte favorevolmente dai lavoratori estoni che chiedevano le dimissioni del governo estone. Il 21 giugno, sotto la guida del Partito comunista estone, si tennero delle manifestazioni politiche indette dalla classe operaia a Tallinn, a Tartu, a Narva e in altre città, circostanza che nel giro di un giorno comportò il rovesciamento dei fascisti al potere e la formazione del governo popolare guidato da Johannes Vares. Il 14-15 luglio 1940 si svolsero le elezioni per il Riigikogu del parlamento estone. L'"Unione dei lavoratori", creata su iniziativa del Partito comunista estone, vinse con il 92,8% dei voti e un'affluenza pari all'84,1%. Il 21 luglio 1940 l'Assemblea di Stato presentò la dichiarazione volta a chiedere il ripristino del potere sovietico in Estonia e, subito dopo, avvenne una solenne proclamazione con cui si comunicava la nascita della Repubblica socialista sovietica estone. Il 22 luglio l'Estonia stilò un atto nel quale domandava di venire assorbita dall'URSS e il Soviet Supremo analizzò la proposta per poi approvarla il 6 agosto 1940. Il 23 luglio l'Assemblea di Stato statuì l'abolizione della proprietà privata e la nazionalizzazione delle banche e dell'industria pesante. Il 25 agosto l'Assemblea di Stato adottò la Costituzione della RSS Estone, procedette a istituire il Soviet Supremo della RSS Estone e approvò la nomina del Consiglio dei commissari del popolo della RSS Estone.

### Governo russo
Il governo e i funzionari russi continuano a sostenere che l'annessione sovietica dei Paesi baltici fu legittima e che l'Unione Sovietica liberò quelle regioni dai nazisti. Secondo la versione russa, le truppe sovietiche erano entrate in Estonia, Lettonia e Lituania nel 1940 in seguito a dei validi accordi e con il consenso dei governi delle repubbliche baltiche. Poiché l'URSS non era con loro in guerra e non stava conducendo alcuna attività di combattimento sul territorio dei tre Stati baltici, il termine "occupazione" non troverebbe alcuna reale applicazione. Nel 2003, il Ministero degli Esteri russo ha affermato infatti a tal proposito: «Le considerazioni sull'"occupazione" compiuta da parte dell'Unione Sovietica e sulle relative rivendicazioni [compiute dagli Stati baltici] ignorano qualsiasi realtà legale, storica e politica e sono quindi assolutamente prive di fondamento».

### Opinione dei veterani
Secondo il veterano estone della seconda guerra mondiale Ilmar Haaviste, il quale combatté al fianco dei teutonici: «Entrambi i regimi erano ugualmente crudeli: non vi era alcuna differenza tra i due, se non per il fatto che Stalin era più astuto».
Un altro veterano estone, Arnold Meri, il quale si schierò con i sovietici, ha affermato: «La partecipazione dell'Estonia alla seconda guerra mondiale risultava inevitabile. Ogni estone poteva assumere solo una decisione: da che parte stare in quella sanguinosa battaglia: i nazisti o la coalizione anti-hitleriana».
Viktor Andreyev, un veterano cresciuto e vissuto in Russia che aveva combattuto assieme ai sovietici in Estonia, rispose a chi gli aveva chiesto come si fosse sentito quando veniva chiamato "invasore": «Vi era chi sosteneva una tesi e chi esattamente quella opposta. È il gioco delle parti».
Nel 2004, la realizzazione del monumento commemorativo a Lihula si trascinò con sé alcune polemiche, in quanto, stando alla versione di chi protestava, non si faceva altro che omaggiare il ricordo di chi aveva collaborato con i nazisti. Nell'aprile del 2007, polemiche simili interessarono un altro monumento, il soldato di bronzo di Tallinn.